# Zimowe Igrzyska Olimpijskie 2010
XXI Zimowe Igrzyska Olimpijskie odbyły się w kanadyjskim mieście Vancouver w dniach 12–28 lutego 2010 roku. Zawody, oprócz Vancouver, przeprowadzono również w Whistler oraz w Richmond.
Były to trzecie igrzyska olimpijskie, które rozegrano w Kanadzie. W 1976 roku organizatorem letnich igrzysk olimpijskich był Montreal, a w 1988 roku zimowe igrzyska olimpijskie organizowało Calgary. Równocześnie były to szóste zimowe igrzyska olimpijskie, które przeprowadzono w Ameryce Północnej. Ostatni raz przed igrzyskami w Vancouver takie wydarzenie w tej części świata odbyło się w 2002 roku, kiedy to organizatorem zimowych igrzysk olimpijskich było Salt Lake City.
Miasto zostało wybrane gospodarzem igrzysk, dzięki zwycięstwu w głosowaniu na organizację igrzysk podczas 115. sesji Międzynarodowego Komitetu Olimpijskiego w Pradze 2 lipca 2003 roku.
Koszty zorganizowania zimowych igrzysk olimpijskich w 2010 roku przekroczyły 6 miliardów dolarów, podczas gdy koszty planowane w 2004 roku wynosiły 1,354 miliarda dolarów. Organizatorem XXI Zimowych Igrzysk Olimpijskich był VANOC (ang.Vancouver Organizing Committee for the 2010 Olympic and Paralympic Winter Games).

## Wybór gospodarza
Do organizacji zimowych igrzysk olimpijskich w 2010 roku kandydowało osiem miast: Andora, Berno, Harbin, Jaca, Pjongczang, Salzburg, Sarajewo oraz Vancouver. W lipcu 2002 roku Międzynarodowy Komitet Olimpijski wybrał z tego grona cztery miasta (Berno, Pjongczang, Salzburg i Vancouver), które zostały oficjalnymi kandydatami do organizacji igrzysk. Kilka miesięcy przed finałowym głosowaniem z grona oficjalnych kandydatów wycofało się Berno.
| Vancouver  | Kanada           | 40 | 56 |
| Pjongczang | Korea Południowa | 51 | 53 |
| Salzburg   | Austria          | 16 | –  |

Ostatecznie gospodarza wyłoniono 2 lipca 2003 roku, podczas 115. sesji Międzynarodowego Komitetu Olimpijskiego w Pradze. W pierwszej turze głosowania, z liczbą 51 głosów, zwyciężyło południowokoreańskie Pjongczang. Do drugiej tury zakwalifikowało się także kanadyjskie Vancouver (40 głosów). Z rywalizacji odpadł natomiast austriacki Salzburg, który otrzymał 16 głosów. W drugiej, ostatniej turze, przy stosunku głosów 56:53, zwycięzcą zostało Vancouver, które pokonało Pjongczang.

## Sponsorzy
Oficjalni sponsorzy XXI Zimowych Igrzysk Olimpijskich zostali podzieleni na 4 grupy: sponsorów międzynarodowych, sponsorów krajowych, oficjalnych partnerów i oficjalnych dostawców. Międzynarodowymi sponsorami zostało 9 firm: Coca-Cola, Acer, Atos Origin, General Electric, McDonald’s, Omega, Panasonic, Samsung i Visa. Początkowo w gronie tym znajdowały się także General Motors i Nortel, jednak z powodu kłopotów finansowych zrezygnowały one ze sponsorowania zawodów. Każdy z międzynarodowych sponsorów XXI Zimowych Igrzysk Olimpijskich zapłacił za możliwość sponsoringu minimum 100 milionów dolarów amerykańskich. Ponadto w gronie sponsorów krajowych znalazło się 6 firm, w grupie oficjalnych partnerów 10 firm, a w gronie oficjalnych dostawców 40 firm.

## Rozgrywane dyscypliny
Uczestnicy zimowych igrzysk w Vancouver w 2010 roku rywalizowali w 86 konkurencjach w 15 dyscyplinach sportowych. Po raz pierwszy w historii na igrzyskach rozegrano konkurencje skicrossu kobiet i mężczyzn. Były to jedyne konkurencje debiutujące na igrzyskach, gdyż Międzynarodowy Komitet Olimpijski nie zgodził się na włączenie do programu zawodów skoków narciarskich kobiet, jazdy drużynowej w narciarstwie alpejskim, zawodów indywidualnych w curlingu i sztafety saneczkarskiej.
| - Biathlon (10) - Biegi narciarskie (12) - Bobsleje (3) - Curling (2) - Hokej na lodzie (2) - Kombinacja norweska (3) - Łyżwiarstwo figurowe (4) - Łyżwiarstwo szybkie (12) | - Narciarstwo alpejskie (10) - Narciarstwo dowolne (6) - Saneczkarstwo (3) - Short track (8) - Skeleton (2) - Skoki narciarskie (3) - Snowboard (6) |

## Hasło
Z rozżarzonymi sercami (ang. With Glowing Hearts; fra. Avec des coeurs éclatants)

## Państwa biorące udział w XXI Zimowych Igrzyskach Olimpijskich

Państwa uczestniczące w XXI Zimowych Igrzyskach Olimpijskich

Na XXI Zimowych Igrzyskach Olimpijskich wystartowała, największa w historii zimowych igrzysk olimpijskich, liczba 82. reprezentacji narodowych. Najliczniej reprezentowanym kontynentem była Europa (42 kraje), a najmniej Oceania (2 państwa). Na zimowych igrzyskach zadebiutowali przedstawiciele 7 państw: Czarnogóry, Ghany, Kajmanów, Kolumbii, Pakistanu, Serbii i Peru. Najliczniej reprezentowanymi państwami były Stany Zjednoczone (216 zawodników i zawodniczek), Kanada (206) i Rosja (187). W porównaniu z poprzednimi igrzyskami, w Vancouver zabrakło przedstawicieli Kenii, Kostaryki, Luksemburga, Madagaskaru, Tajlandii, Wysp Dziewiczych Stanów Zjednoczonych oraz Wenezueli.

## Symbole igrzysk

### Logo
Oficjalne logo zimowych igrzysk olimpijskich w Vancouver nosi nazwę Ilanaaq, co w języku Inuitów oznacza przyjaciela. Logo oparte jest na Inuksuku – rzeźbie Inuitów. Przedstawia bryły w kształtach i kolorach mających nawiązywać do poszczególnych regionów Kanady. Niebieski i zielony kolor mają symbolizować regiony przybrzeżne, wyspy i kanadyjskie lasy, czerwony kolor oznacza klonowy liść, a pomarańczowy symbolizuje wschody słońca. Odsłonięcie logo miało miejsce w kwietniu 2005 roku, a jego projektantami była dwójka kanadyjskich artystów – Elena Rivera MacGregor i Gonzalo Alatorre.

### Maskotka
Maskotki igrzysk zostały zademonstrowane 27 listopada 2007 roku. Przedstawiają istoty, jakie według wierzeń pierwotnych mieszkańców Kanady zasiedlały ich ziemie. Oficjalne maskotki zimowych igrzysk i igrzysk paraolimpijskich to Miga, Quatchi oraz Sumi. Z kolei świstak Mukmuk jest maskotką nieoficjalną, towarzyszącą pozostałej trójce.

## Przebieg zawodów
Zawody rozegrano w dniach 12-28 lutego 2010. 12 lutego odbyły się jedynie kwalifikacje do konkursu skoków narciarskich na skoczni normalnej oraz ceremonia otwarcia, w pozostałych dniach walczono już bezpośrednio o medale.

### Kalendarz
W poniższym kalendarzu zaprezentowano dni, w których rozdane zostały medale w danej konkurencji (żółty kolor), rozegrane zostały eliminacje (niebieski kolor), rozegrana została gala łyżwiarzy figurowych (jasnożółty), ceremonia otwarcia (zielony) i zamknięcia igrzysk (czerwony).
| Luty 2010             | 12 P | 13 S | 14 N | 15 P | 16 W | 17 Ś | 18 C | 19 P | 20 S | 21 N | 22 P | 23 W | 24 Ś | 25 C | 26 P | 27 S | 28 N | Złote medale |
| --------------------- | ---- | ---- | ---- | ---- | ---- | ---- | ---- | ---- | ---- | ---- | ---- | ---- | ---- | ---- | ---- | ---- | ---- | ------------ |
| Biathlon              |      | ●    | ●    |      | ●    |      | ●    |      |      | ●    |      | ●    |      |      | ●    |      |      | 10           |
| Biegi narciarskie     |      |      |      | ●    |      | ●    |      | ●    | ●    |      | ●    |      | ●    | ●    |      | ●    | ●    | 12           |
| Bobsleje              |      |      |      |      |      |      |      |      |      | ●    |      |      | ●    |      |      | ●    |      | 3            |
| Curling               |      |      |      |      |      |      |      |      |      |      |      |      |      |      | ●    | ●    |      | 2            |
| Hokej na lodzie       |      |      |      |      |      |      |      |      |      |      |      |      |      | ●    |      |      | ●    | 2            |
| Kombinacja norweska   |      |      | ●    |      |      |      |      |      |      |      |      | ●    |      | ●    |      |      |      | 3            |
| Łyżwiarstwo figurowe  |      |      |      | ●    |      |      | ●    |      |      |      | ●    |      |      | ●    |      |      |      | 4            |
| Łyżwiarstwo szybkie   |      | ●    | ●    | ●    | ●    | ●    | ●    |      | ●    | ●    |      | ●    | ●    |      |      | ●    |      | 12           |
| Narciarstwo alpejskie |      |      |      | ●    |      | ●    | ●    | ●    | ●    | ●    |      | ●    | ●    |      | ●    | ●    |      | 10           |
| Narciarstwo dowolne   |      | ●    | ●    |      |      |      |      |      |      | ●    |      | ●    | ●    | ●    |      |      |      | 6            |
| Saneczkarstwo         |      |      | ●    |      | ●    | ●    |      |      |      |      |      |      |      |      |      |      |      | 3            |
| Short track           |      | ●    |      |      |      | ●    |      |      | ●    |      |      |      | ●    |      | ●    |      |      | 8            |
| Skeleton              |      |      |      |      |      |      |      | ●    |      |      |      |      |      |      |      |      |      | 2            |
| Skoki narciarskie     |      | ●    |      |      |      |      |      |      | ●    |      | ●    |      |      |      |      |      |      | 3            |
| Snowboarding          |      |      |      | ●    | ●    | ●    | ●    |      |      |      |      |      |      |      | ●    | ●    |      | 6            |
| Złote medale          |      | 6    | 6    | 5    | 6    | 7    | 5    | 4    | 6    | 6    | 4    | 4    | 6    | 5    | 7    | 7    | 2    | 86           |
| Ceremonie             | ●    |      |      |      |      |      |      |      |      |      |      |      |      |      |      |      | ●    |              |
| Luty                  | 12 P | 13 S | 14 N | 15 P | 16 W | 17 Ś | 18 C | 19 P | 20 S | 21 N | 22 P | 23 W | 24 Ś | 25 C | 26 P | 27 S | 28 N |              |

| ● | Ceremonia otwarcia |  | Rozgrywane dyscypliny | ● | Finały |  | gala | ● | Ceremonia zamknięcia |

### Biathlon

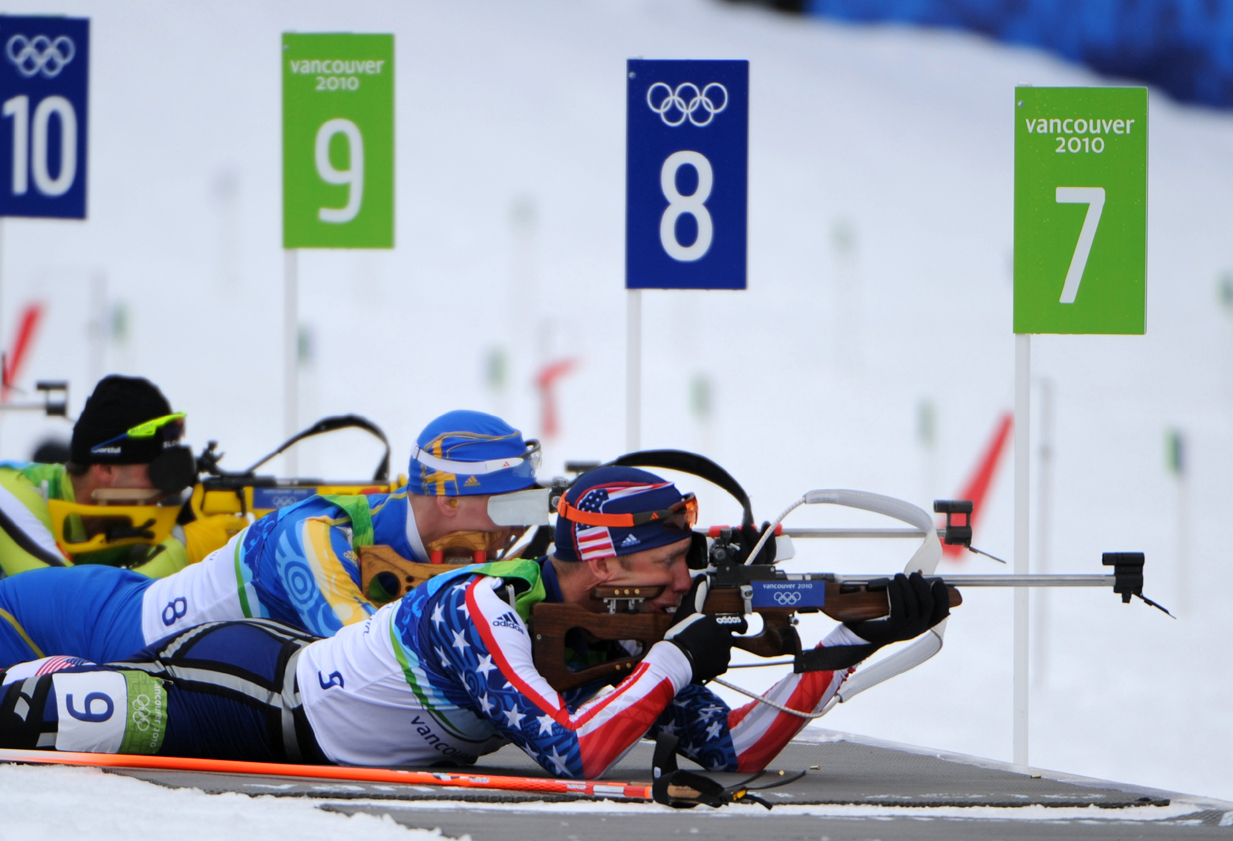
Bieg pościgowy mężczyzn

Konkurencje biathlonowe na zimowych igrzyskach olimpijskich w Vancouver były rozgrywane w dniach 13–26 lutego w Whistler Olympic Park. Biathloniści rywalizowali w dziesięciu startach, po pięć wśród kobiet i mężczyzn. Kwoty startowe zostały przyznane według miejsc zajmowanych przez dane państwa w aktualnej klasyfikacji Pucharu Narodów. Reprezentacje z miejsc 1 – 5 mogły zgłosić na igrzyska sześciu zawodników, z miejsc 6 – 20 pięciu, zaś federacje, których zawodnicy zajmowali miejsca poniżej dwudziestego mogły wysłać tylko jednego sportowca. W poszczególnych konkurencjach reprezentacja mogła wystawić maksymalnie czterech zawodników.

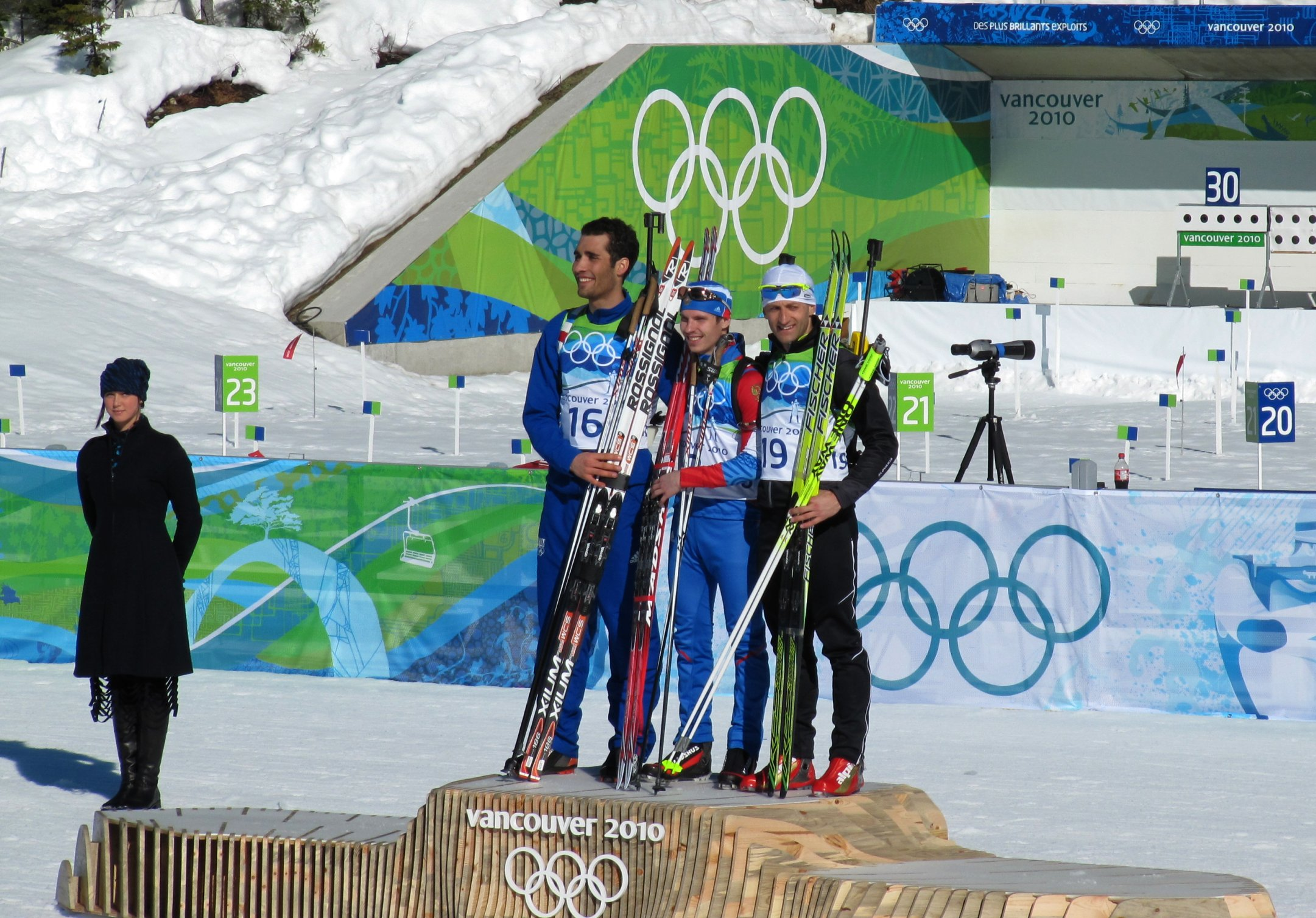
Medaliści biegu masowego mężczyzn

Pierwszą konkurencją biathlonową na zimowych igrzyskach olimpijskich w Vancouver był sprint kobiet. W zawodach triumfowała Rosjanka startująca w barwach Słowacji Anastasija Kuźmina, która wyprzedziła Magdalenę Neuner z Niemiec oraz Francuzkę Marie Dorin. Dzień później w sprincie rywalizowali mężczyźni. Złoty medal wywalczył Vincent Jay z Francji. Kolejne miejsca na podium zajęli Norweg Emil Hegle Svendsen oraz Chorwat Jakov Fak. Dwa dni później odbyły się biegi pościgowe. Wśród kobiet, nastąpiła zamiana miejsc na pierwszych dwóch lokatach – złoty medal zdobyła Neuner, zaś srebro Kuźmina. Brązowy medal podobnie jak w sprincie wywalczyła Francuzka, tym razem Marie-Laure Brunet. W rywalizacji mężczyzn najlepszy okazał się Szwed Björn Ferry, który wyprzedził Austriaka Christopha Sumanna oraz złotego medalistę ze sprintu Jaya. 18 lutego biathloniści rywalizowali w najstarszej, a zarazem najbardziej meczącej konkurencji – biegu indywidualnym. Złote medale, zarówno wśród panów jak i kobiet, wywalczyli reprezentanci Norwegii, odpowiednio Emil Hegle Svendsen oraz Tora Berger. Svendsen na mecie okazał się lepszy od Białorusina Siergieja Nowikowa oraz innego Norwega Ole Einara Bjørndalena, którzy zajęli ex aequo drugie miejsce. Srebrny medal wśród pań wywalczyła reprezentująca Kazachstan Jelena Chrustalowa zaś brązowy Darja Domraczewa z Białorusi. Ostatnią konkurencją biathlonową, indywidualną był bieg masowy. Swój drugi złoty medal zdobyła Neuner, która pokonała Olgę Zajcewą z Rosji oraz pochodzącą z Korei Południowej, a reprezentującą Niemcy Simone Hauswald. W rywalizacji mężczyzn najlepszy okazał się Rosjanin Jewgienij Ustiugow. Drugie miejsce zajął Francuz Martin Fourcade, a trzecie Słowak Pavol Hurajt. Dwa dni później rozegrano bieg sztafetowy kobiet. Złoty medal obroniły zwyciężczynie z Turynu – drużyna Rosji. Drugie miejsce zajęły Francuzki, a trzecie Niemki. Uwieńczeniem biathlonowych zmagań był bieg sztafetowy mężczyzn, który wygrali Norwegowie, wyprzedzając na mecie Austriaków oraz Francuzów.

### Biegi narciarskie

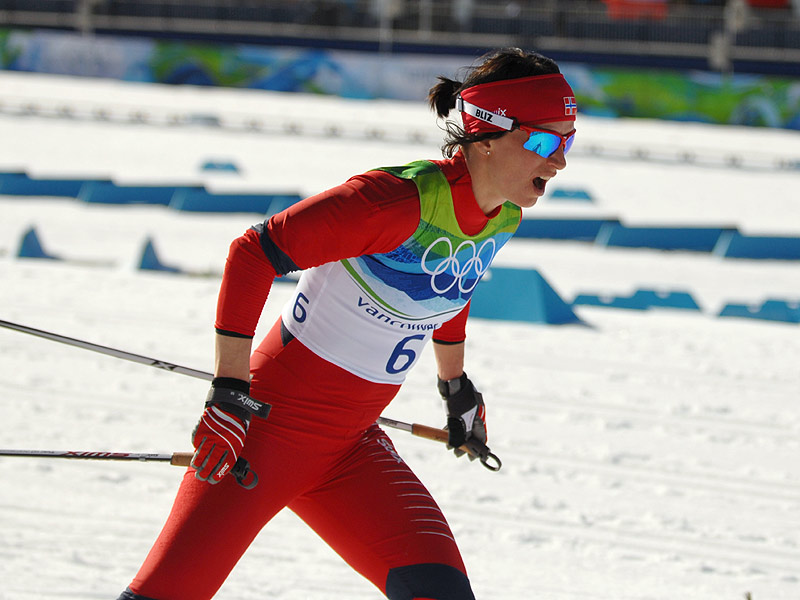
Marit Bjørgen podczas zawodów

Podczas zawodów w biegach narciarskich na Zimowych Igrzyskach Olimpijskich 2010 rozegrano 8 konkurencji indywidualnych i 4 drużynowe. Odbyły się one w dniach 15-28 lutego w Whistler Olympic Park.
W zawodach mogło wziąć udział maksymalnie 310 osób. Każdy narodowy komitet olimpijski mógł zgłosić nie więcej niż 20 zawodników, z czego maksymalnie 12 kobiet i 12 mężczyzn. W jednej konkurencji mogło wystartować nie więcej niż 4 zawodników z jednego kraju.
Najwięcej medali (9) zdobyli reprezentanci Norwegii (5 złotych, 2 srebrne, 2 brązowe). 7 krążków trafiło do przedstawicieli Szwecji (3 złote, 2 srebrne, 2 brązowe), a 5 do Niemiec (1 złoty, 4 srebrne). Indywidualnie najwięcej medali (5) zdobyła Norweżka Marit Bjørgen (3 złote, 1 srebrny i 1 brązowy), która wygrała klasyfikację multimedalistów XXI Zimowych Igrzysk Olimpijskich. Trzecie miejsce w tej klasyfikacji zajął Norweg Petter Northug (2 złote, 1 srebrny, 1 brązowy). Po 3 krążki trafiły do Polki Justyny Kowalczyk (1 złoty, 1 srebrny i 1 brązowy) oraz Szweda Johana Olssona. Ponadto dwukrotnym mistrzem olimpijskim został Szwed Marcus Hellner.

### Bobsleje

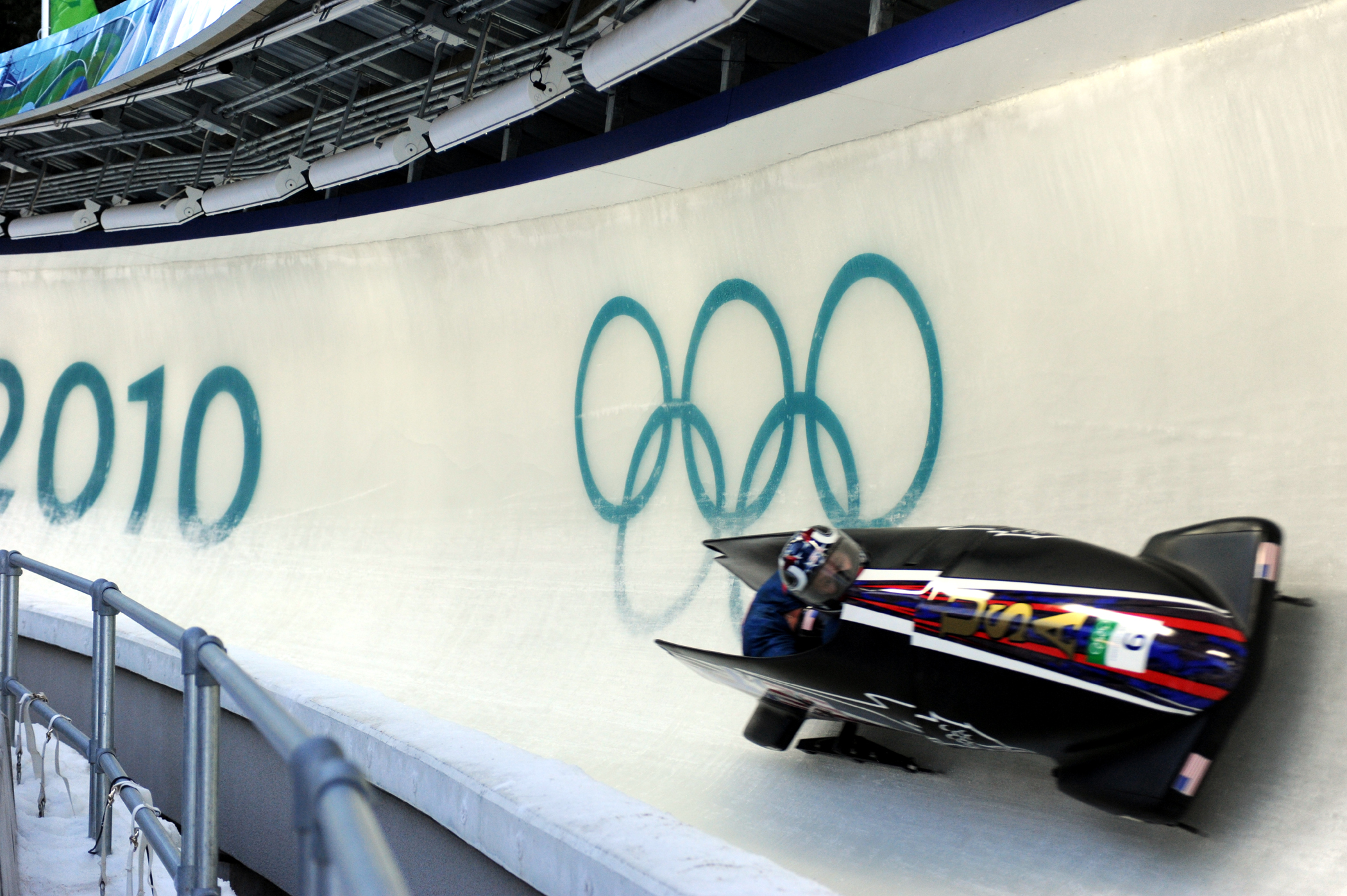
Zawody dwójek mężczyzn

Podczas trwania Zimowych Igrzysk Olimpijskich 2010 rozegrano 3 konkurencje bobslejowe: dwójki kobiet oraz dwójki i czwórki mężczyzn. W zawodach mogło wystartować maksymalnie 170 osób, w tym 130 mężczyzn i 40 kobiet.

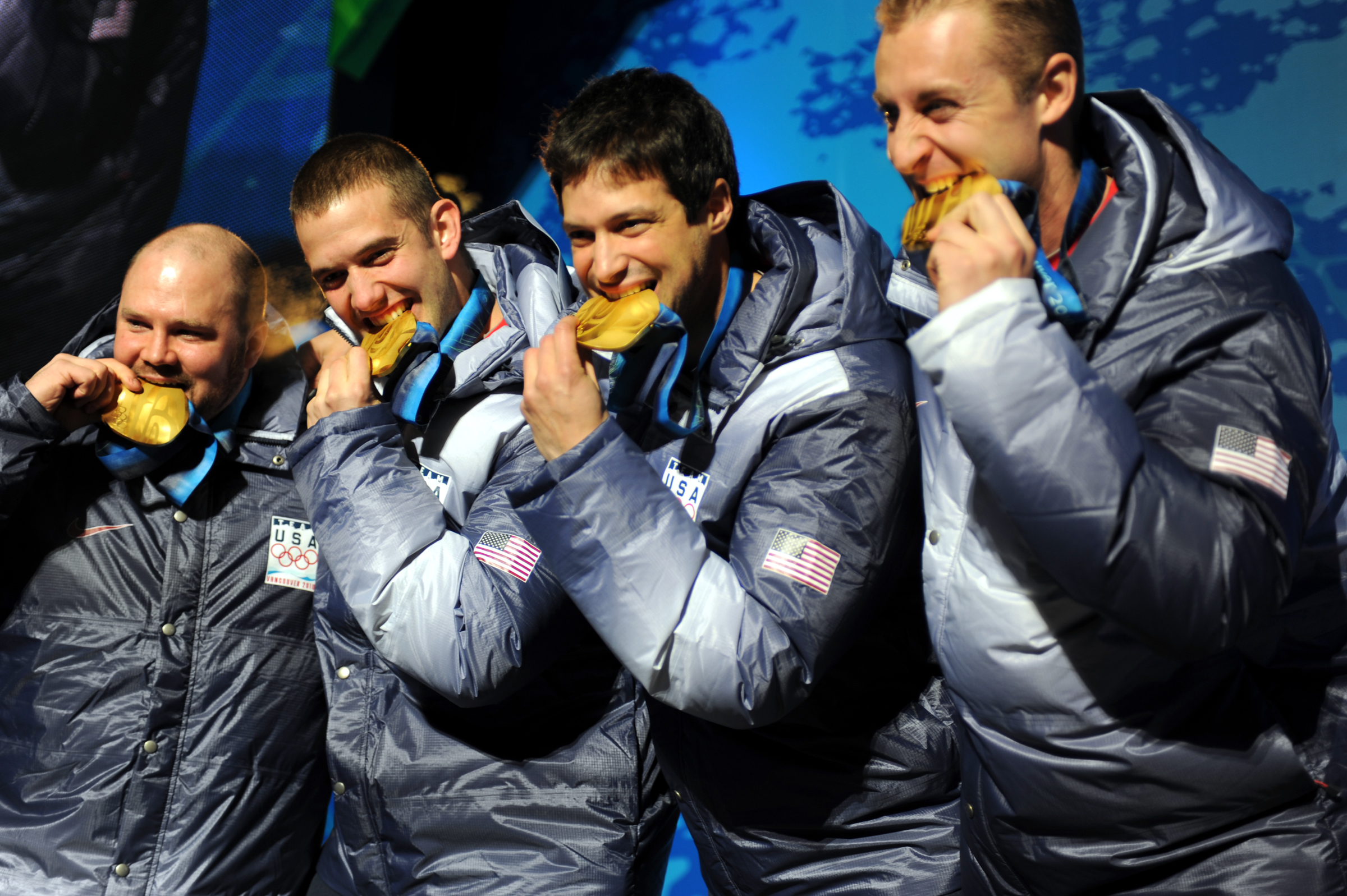
Zwycięska amerykańska czwórka mężczyzn ze złotymi medalami

Kryterium kwalifikacyjnym dla zawodników była pozycja pilota załogi w pierwszej „50” (u kobiet w pierwszej „40”) na liście rankingowej FIBT za sezon 2009/10. Na liczbę punktów na liście rankingowej składały się wyniki z zawodów Pucharu Świata, Pucharu Interkontynentalnego, Pucharu Ameryki oraz Pucharu Europy w bobslejach. Dodatkowo zawodnik w ciągu sezonów 2008/09 i 2009/10 musiał wystartować i ukończyć zawody przynajmniej pięciokrotnie, na trzech różnych torach. Ostateczne kwoty startowe dla poszczególnych państw Międzynarodowa Federacja Bobslejów i Toboganingu ogłosiła 26 stycznia 2010 roku.
Najwięcej medali (3) zdobyli reprezentanci Niemiec (1 złoty, 2 srebrne). 3 medale zdobyli także przedstawiciele Kanady (1 złoty, 1 srebrny, 1 brązowy). Ponadto dwa medale zdobyli Amerykanie, a jeden Rosjanie. Po dwa medale w tej samej konkurencji zdobyły załogi Niemiec (złoto i srebro w rywalizacji dwójek mężczyzn) oraz Kanady (złoto i srebro w rywalizacji dwójek kobiet). Ponadto tytuł mistrzowski w konkurencji czwórek mężczyzn zdobyła załoga amerykańska.

### Curling

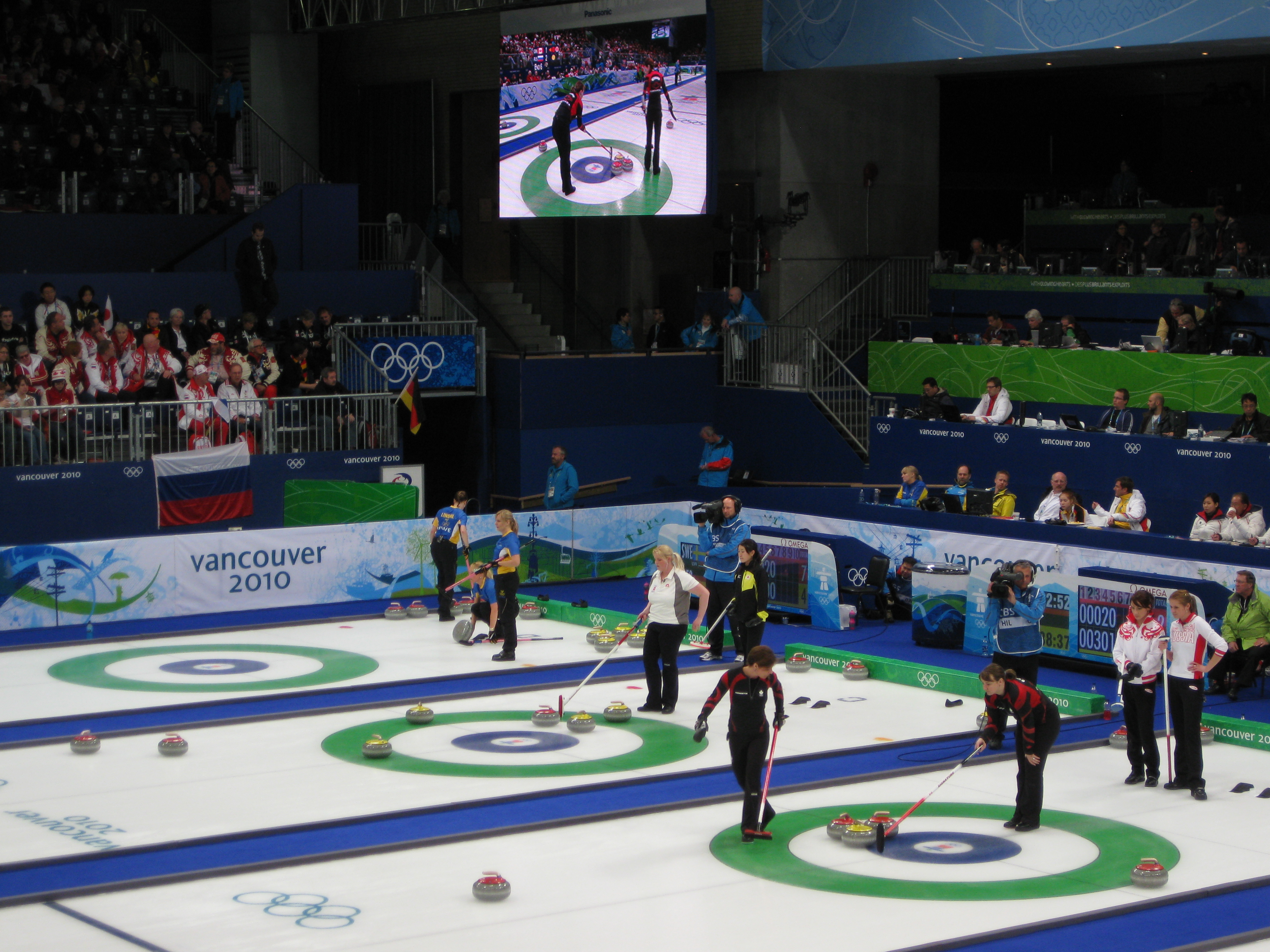
Zawody kobiet w dniu 23 lutego

5. olimpijski turniej w curlingu odbył się między 16 a 27 lutego w Vancouver Olympic Centre. Rozegrano zawody mężczyzn i kobiet, brało w nich udział po 10 reprezentacji, łącznie 100 osób, przy czym 8 z 20 rezerwowych nie wykonało żadnego zagrania. Kwalifikacje olimpijskie stanowiły mistrzostwa świata kobiet i mężczyzn z lat 2007–2009, uzyskane wyniki przeliczono na punkty a następnie wyłoniono 9 najlepszych drużyn, które dołączyły do gospodarzy.
Konkurencję panów wygrali Kanadyjczycy (skip – Kevin Martin), a pań Szwedki (Anette Norberg). Były to pierwsze igrzyska, na których obrońcy tytułów mistrzowskich zdołali uplasować się na tych samych miejscach. Dodatkowo złote medale wywalczyła dokładnie ta sama drużyna Szwecji, a jej cztery zawodniczki stały się pierwszymi dwukrotnymi mistrzyniami olimpijskimi w curlingu. Pierwszy raz w historii medal igrzysk olimpijskich zdobył kraj ze strefy Pacyfiku – Chinki (Wang Bingyu) wygrały mecz o brąz.

### Hokej na lodzie

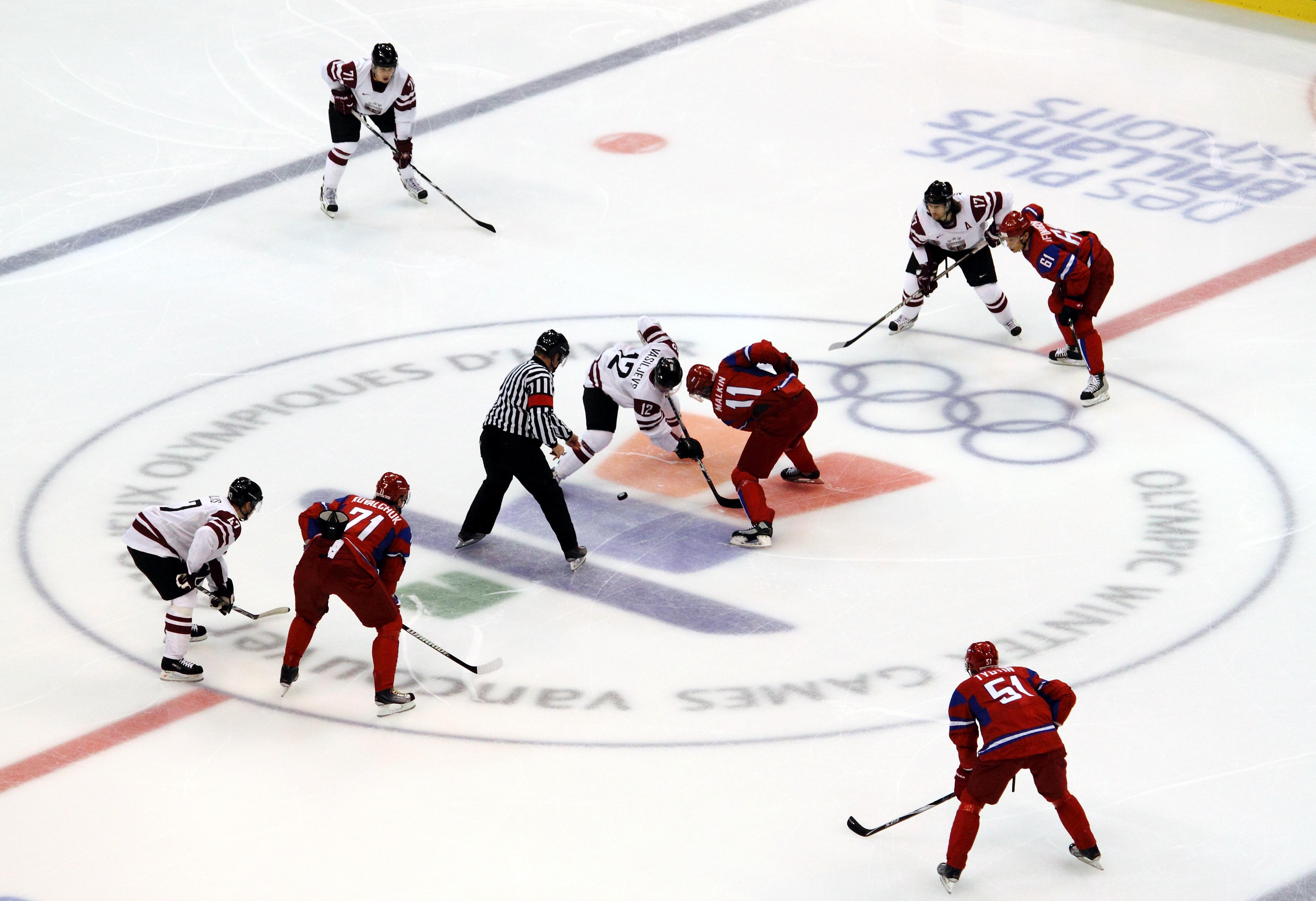
Mecz fazy grupowej mężczyzn Rosja – Łotwa

Zmagania hokeistów i hokeistek o medale igrzysk olimpijskich toczyły się praktycznie przez cały czas trwania imprezy (mecze kobiet rozegrano w dniach 13-25 lutego, a mężczyzn – 16-28 lutego). Mecz finałowy turnieju mężczyzn był jednocześnie ostatnim sportowym wydarzeniem przed ceremonią zamknięcia. Spotkania rozgrywano w halach Rogers Arena oraz UBC Winter Sports Centre. Po raz pierwszy w historii spotkania rozgrywane były na lodowiskach o wymiarach stosowanych w NHL. W męskiej rywalizacji udział brało 12 reprezentacji, a kobiecej – 8.

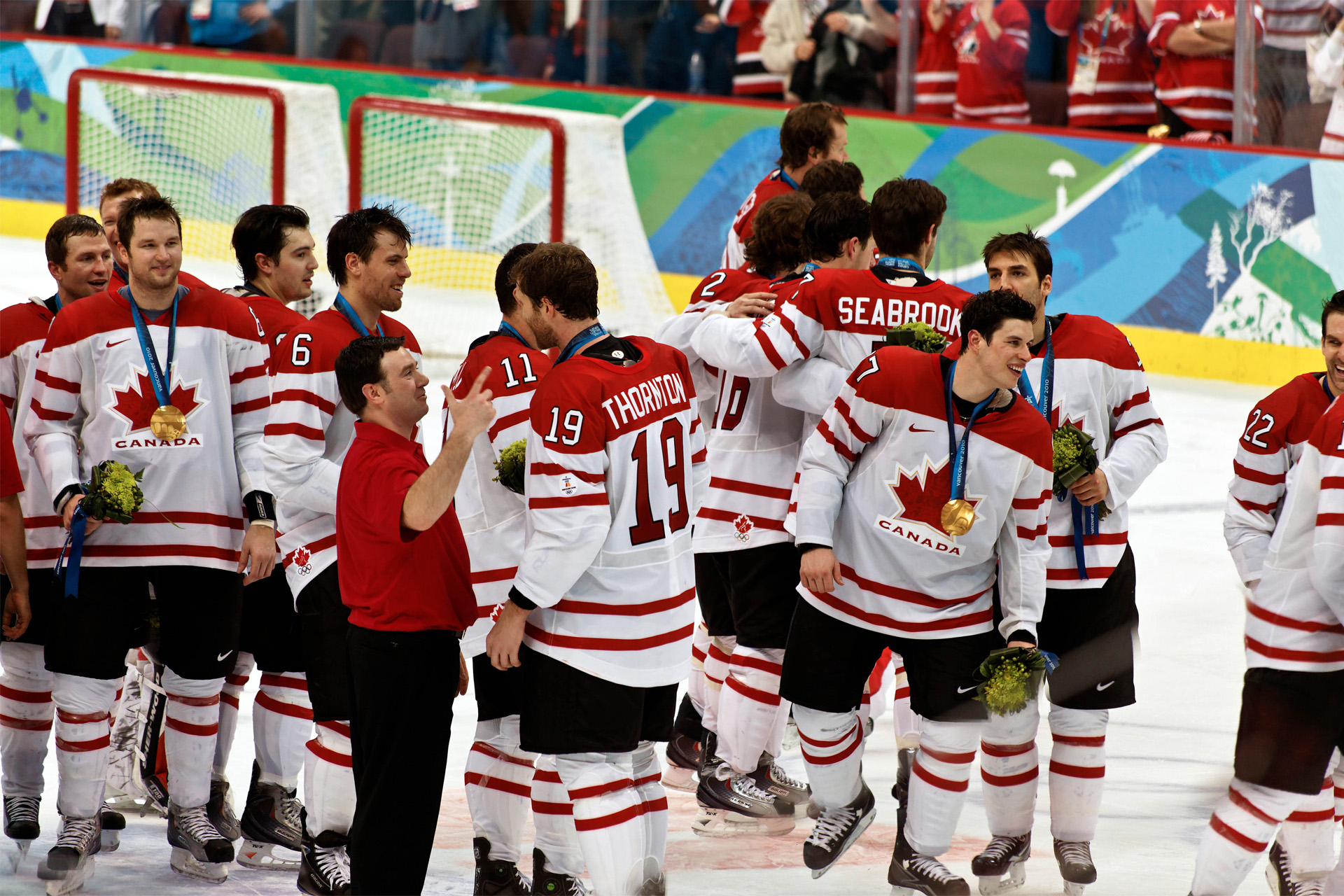
Hokeiści Kanady ze złotymi medalami po zwycięstwie w finale

W turnieju mężczyzn obrońcami złotego medalu byli Szwedzi. Po wygraniu wszystkich trzech spotkań grupowych, zostali jednak dosyć nieoczekiwanie wyeliminowani w ćwierćfinale przez Słowację. W finale spotkały się ekipy Stanów Zjednoczonych i Kanady. Mecz ten był jednym z największych wydarzeń igrzysk w Vancouver. Obydwa kraje uważane są za potęgi hokejowe, ale ich najlepsi zawodnicy grają w reprezentacjach tylko raz na cztery lata – przy okazji zimowych olimpiad. W pozostałych rozgrywkach zawodnicy przedkładają grę w NHL nad występy w reprezentacji. Spotkanie było także powtórką finału igrzysk sprzed ośmiu lat, gdzie Kanadyjczycy pokonali Amerykanów 5:2. Obydwie drużyny spotkały się ze sobą także w fazie grupowej, gdzie zwycięstwo 5:3 odnieśli Amerykanie i to oni byli faworytami starcia. Po emocjonującym i stojącym na wysokim poziomie spotkaniu, po dogrywce zwyciężyli jednak gospodarze 3:2. Zwycięską bramkę zdobył Sidney Crosby. Brązowe medale zdobyli reprezentanci Finlandii, pokonując w meczu o trzecie miejsce Słowację 5:3.
W turnieju kobiet w finale również doszło do kanadyjsko-amerykańskiego starcia, w którym także lepsze okazały się reprezentantki Kanady, wygrywając 2:0. W walce o brązowe medale Finlandia pokonała Szwecję 3:2 po dogrywce.

### Kombinacja norweska

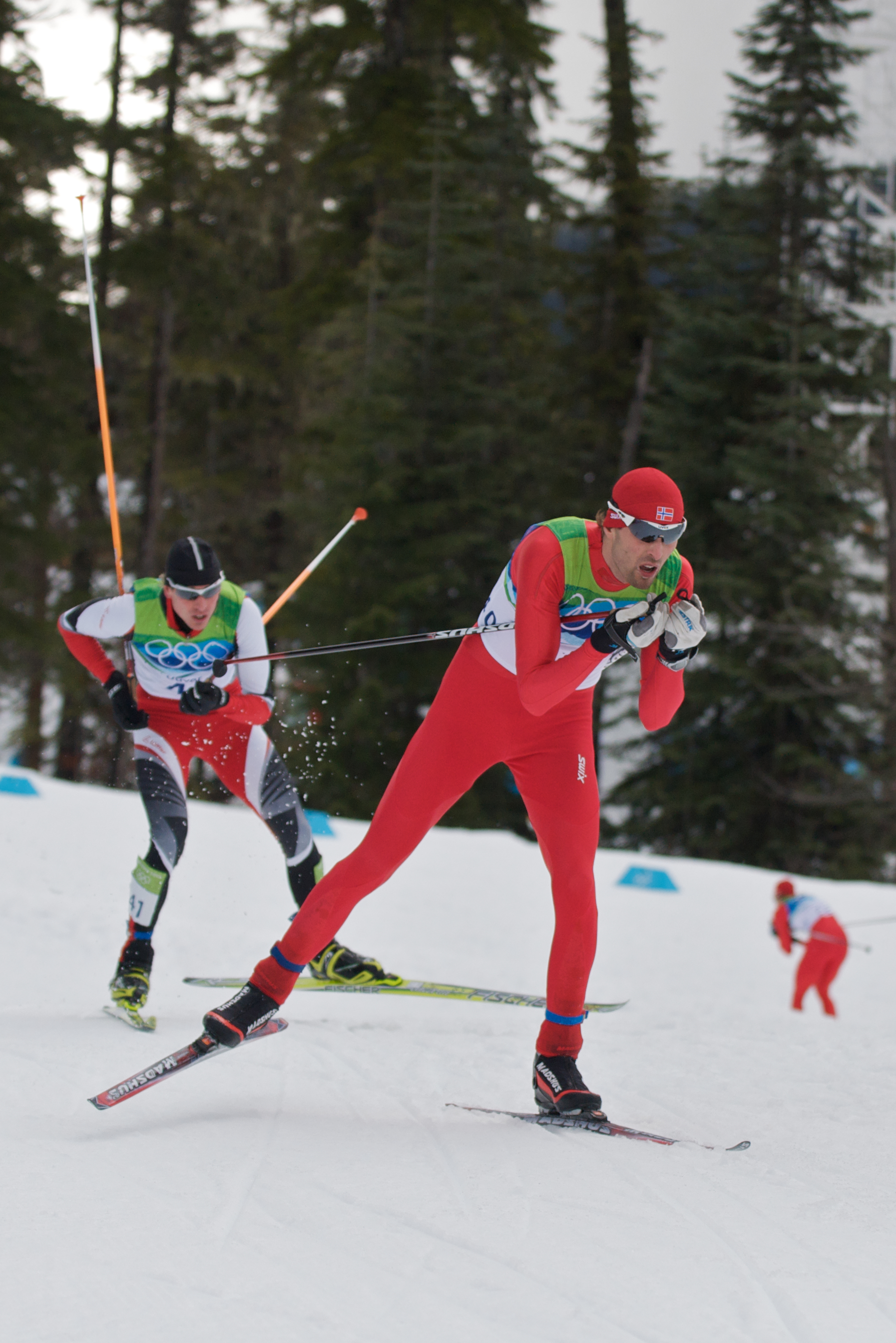
Skoki na normalnej skoczni/bieg na 10 km

Zawody w kombinacji norweskiej na Zimowych Igrzyskach Olimpijskich 2010 odbyły się między 14 a 25 lutego tego roku. Przeprowadzone zostały trzy konkurencje – skoki na skoczni normalnej + bieg na 10 km, skoki na skoczni dużej + sztafeta 4 x 5 km oraz skoki na skoczni dużej + bieg na 10 km. W konkurencjach wzięli udział kombinatorzy norwescy z czternastu państw.
Do startu w igrzyskach olimpijskich zostało dopuszczonych 55 zawodników. Aby uzyskać kwalifikację kombinatorzy norwescy musieli przejść przez proces kwalifikacyjny. Jego pierwszym etapem było wyłonienie wszystkich zawodników, którzy w okresie od 1 lipca 2008 do 25 stycznia 2010 zdobyli przynajmniej jeden punkt Pucharu Świata lub Pucharu Kontynentalnego bądź zajęli miejsce punktowane na mistrzostwach świata w 2009 roku. Spośród nich wybrano tych zawodników, którzy zajmowali najlepsze miejsca na Światowej Liście Rankingowej, a w następnej kolejności najlepsi zawodnicy sezonów 2008/2009 i 2009/2010 w Pucharze Kontynentalnym. Kwoty startowe dla każdego kraju mogły liczyć maksymalnie pięciu zawodników.
Po raz pierwszy medale igrzysk olimpijskich zdobyli kombinatorzy norwescy ze Stanów Zjednoczonych. Złoty medal w drugim konkursie indywidualnym zdobył Bill Demong, w obu konkurencjach srebro wywalczył Johnny Spillane, a w konkursie drużynowym drużyna amerykańska zdobyła również srebrny medal. Pierwszy w historii medal olimpijski w kombinacji norweskiej dla Włoch zdobył Alessandro Pittin, który był trzeci w pierwszym z konkursów indywidualnych.

### Łyżwiarstwo figurowe

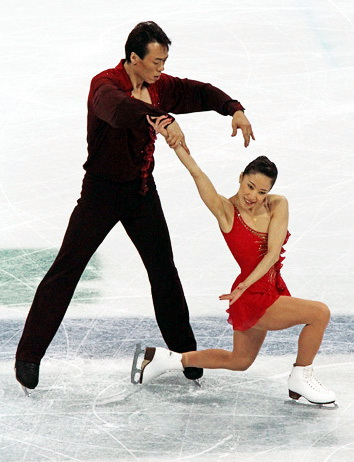
Zwycięzcy w konkurencji par sportowych, Shen Xue i Zhao Hongbo

Rywalizacja łyżwiarzy figurowych na XXI Zimowych Igrzyskach Olimpijskich odbywała się w hali Pacific Coliseum w Vancouver, między 14 a 27 lutego. Medale w czterech konkurencjach zostały rozdane po raz dwudziesty pierwszy na zimowych igrzyskach olimpijskich.
Wystartowało 30 solistów, 30 solistek, 23 pary taneczne i 20 par sportowych. Do zawodów zakwalifikowali się reprezentanci ponad 20 krajów. Każdy kraj miał prawo wystawić maksymalnie 3 zawodników/duetów do każdej konkurencji. Państwa zdobywały kwalifikację podczas mistrzostw świata w 2009 oraz rozgrywanego we wrześniu tego samego roku turnieju Nebelhorn Trophy w Oberstdorfie.
W pierwszej rywalizacji o medale na zimowych igrzyskach olimpijskich walczyły pary sportowe. 14 lutego zostały zaprezentowane programy krótkie par sportowych, po których prowadziła para chińska – Shen Xue i Zhao Hongbo. Następnego dnia zostały zaprezentowane programy dowolne, gdzie zwyciężyła chińska para w składzie Pang Qing i Tong Jian. Ostatecznie złoty medal wywalczyli Shen Xue i Zhao Hongbo, których oba przejazdu zostały ocenione na łączną sumę 216,57 punktów. Między 16, a 18 lutego zostały wykonane programy solistów. Po programie krótkim prowadził złoty medalista z poprzednich igrzysk, Rosjanin Jewgienij Pluszczenko. Program dowolny wygrał Amerykanin Evan Lysacek. Łączna suma 257,67 punktów pozwoliła mu na zdobycie złotego medalu i wyprzedzenie o 1,31 pkt broniącego tytułu Jewgienija Pluszczenkę. Decyzja sędziów została jednak skrytykowana zarówno przez Pluszczenkę, jak i byłych łyżwiarzy figurowych, którzy uważali, że złoty medal powinien zdobyć Rosjanin. Mimo krytyki, zdaniem przewodniczącego Międzynarodowego Komitetu Olimpijskiego, Jacques’a Rogge’a „sędziowanie w łyżwiarstwie figurowym było bez zarzutu”. W dniach od 19 do 21 lutego rozgrywane były zawody par tanecznych.
Każda para musiała zaprezentować trzy tańce: taniec obowiązkowy, taniec oryginalny i taniec dowolny. Zwyciężyła para kanadyjska, w składzie Tessa Virtue i Scott Moir, która zgromadziła 221,57 punktów. Ostatnią konkurencją łyżwiarstwa figurowego była rywalizacja solistek. Zarówno program krótki, jak i dowolny wygrała Koreanka Kim Yu-na, która o 23,06 punktu wyprzedziła Japonkę Mao Asadą i o 25,92 punktów Kanadyjkę Joannie Rochette, której mama zmarła na atak serca na dwa dni przed rozpoczęciem zawodów.

### Łyżwiarstwo szybkie

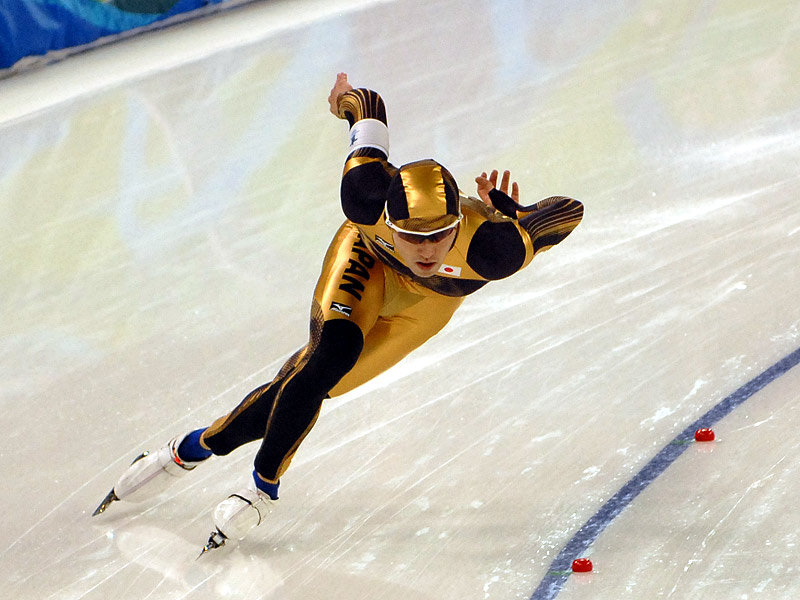
Kei'ichirō Nagashima, srebrny medalista biegu na 500 m mężczyzn podczas zawodów

Zawody w łyżwiarstwie figurowym podczas XXI Zimowych Igrzysk Olimpijskich rozegrano w dniach 13-27 lutego 2010 roku na torze Richmond Olympic Oval. Sportowcy rywalizowali w 10 konkurencjach indywidualnych i 2 drużynowych.

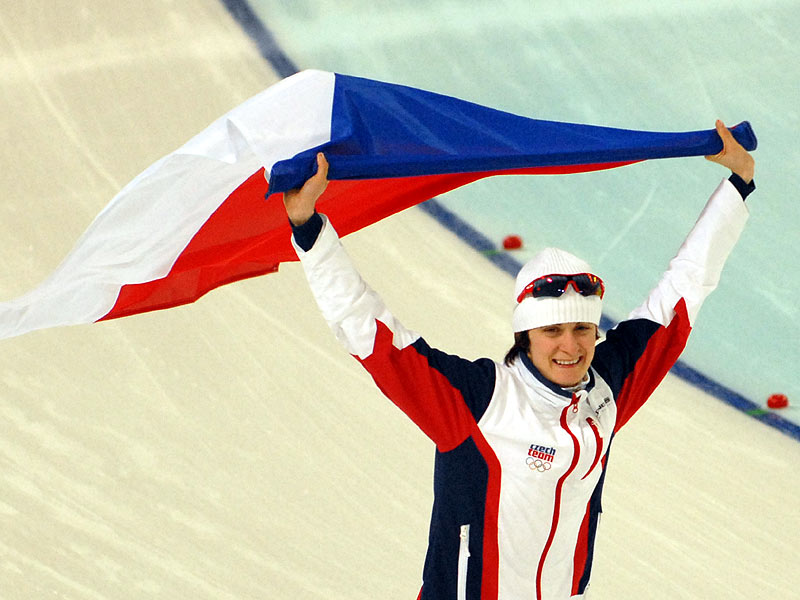
Martina Sáblíková z czeską flagą po zwycięstwie w biegu na 3000 m

W zawodach mogło wziąć udział maksymalnie 180 osób (100 mężczyzn i 80 kobiet), z czego nie więcej niż po 36 kobiet i 40 mężczyzn w biegach na 500 m, 1000 m i 1500 m, po 28 kobiet i mężczyzn w biegach odpowiednio na 3000 m i 5000 m, po 16 kobiet i mężczyzn w biegach odpowiednio na 5000 m i 10 000 m oraz po 32 kobiet i mężczyzn (8 drużyn po nie więcej niż 4 osoby). Dodatkowo każdy narodowy komitet olimpijski mógł zgłosić maksymalnie po 20 osób, jednak nie więcej niż 10 jednej płci. Dodatkowo w poszczególnych biegach mogło wystąpić nie więcej zawodników z jednego kraju niż: 4 osoby w biegach na 500 m, 1000 m i 1500 m, 3 osoby w biegach na 3000 m (kobiety), 5000 m (kobiety i mężczyźni) i 10 000 m (mężczyźni) oraz 4 osoby w biegach drużynowych.
Najwięcej medali (7) zdobyli reprezentanci Holandii (3 złote, 1 srebrny i 3 brązowe). Po 5 medali zdobyli przedstawiciele Korei Południowej (3 złote, 2 srebrne) oraz Kanady (2 złote, 1 srebrny, 2 brązowe). Indywidualnie najwięcej krążków (3) zdobyły: Czeszka Martina Sáblíková (2 złote, 1 brązowy) i Niemka Stephanie Beckert (1 złoty, 2 srebrne). Ponadto Łotysz Haralds Silovs został pierwszym łyżwiarzem i sportowcem w historii, który na zimowych igrzyskach olimpijskich wystąpił w dwóch różnych dyscyplinach (łyżwiarstwo szybkie i short track) w ciągu jednego dnia.

### Narciarstwo alpejskie

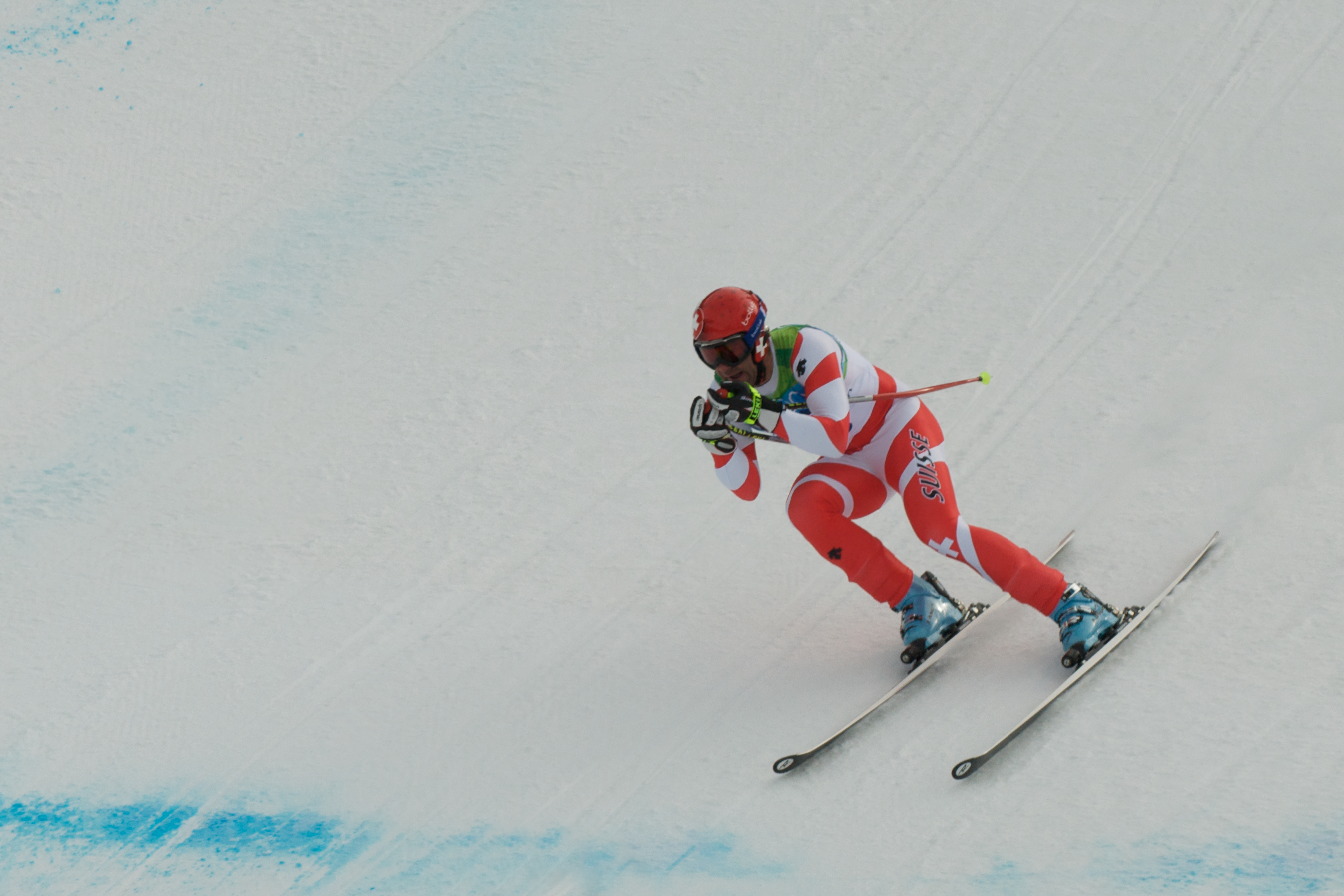
Złoty medalista Didier Défago podczas zwycięskiego zjazdu

Zawody w narciarstwie alpejskim na Zimowych Igrzyskach Olimpijskich 2010 były rozgrywane między 13 a 27 lutego w Whistler na stokach Whistler Creekside. Każda reprezentacja miała prawo wystawić maksymalnie czterech zawodników w jednej konkurencji. Kobiety i mężczyźni rywalizowali w pięciu konkurencjach: zjeździe, slalomie, slalomie gigancie, supergigancie i superkombinacji.
Jako pierwsze, 15 lutego, rozegrano zawody w zjeździe mężczyzn, którzy rywalizowali na trasie im. Dave’a Murraya. Złoto medal w tej konkurencji wywalczył Szwajcar Didier Défago. Początkowo miały się one odbyć dwa dni wcześniej, jednak zostały przełożone z powodu niekorzystnych warunków atmosferycznych. Podobna sytuacja miała miejsce przy superkombinacji kobiet, która początkowo miała odbyć się 14 lutego. Niekorzystne warunki meteorologiczne doprowadziły do przełożenia superkombinacji kobiet na 18 lutego. Z tego samego powodów również superkombinacja mężczyzn została przełożona na 21 lutego. 17 lutego, na trasie Downhill Franz's, rozegrano zjazd kobiet. Zawody wygrała Amerykanka Lindsey Vonn.

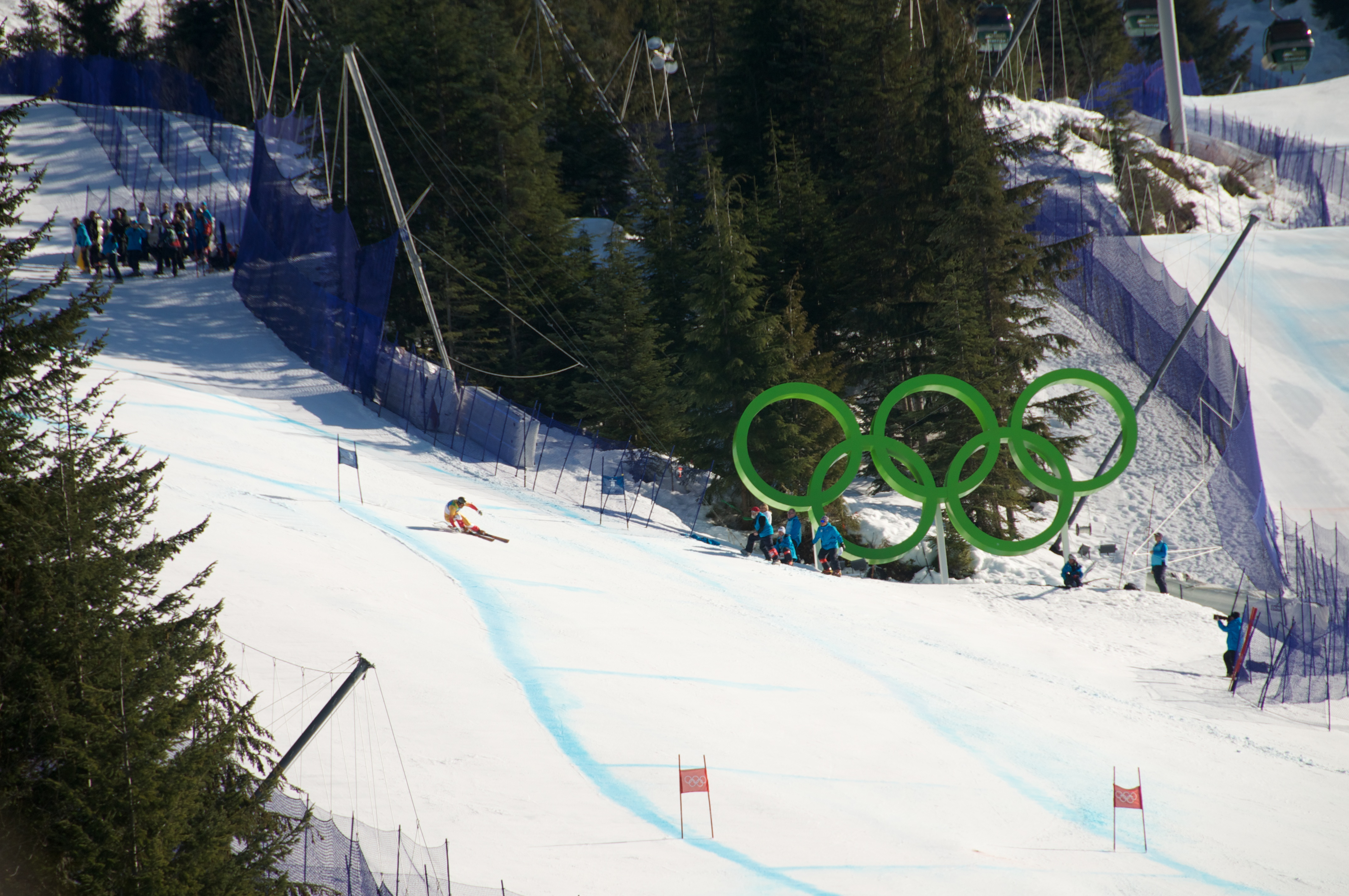
Zawody supergiganta kobiet

18 lutego rozegrano przełożone zawody kobiet w superkombinacji. Wygrała je Niemka, Maria Riesch. 19 lutego przeprowadzono rywalizację w supergigancie mężczyzn. Tytuł mistrza olimpijskiego wywalczył Norweg Aksel Lund Svindal. Kobiety tę samą konkurencję rozegrały dzień później. Zwyciężyła w niej Andrea Fischbacher z Austrii. 21 lutego zostały rozegrano przełożone zawody superkombinacji mężczyzn, które wygrał Amerykanin Bode Miller. W związku z przesunięciem superkombinacji mężczyzn na 21 lutego, zawody w slalomie gigancie, które także miały zostać rozegrane tego samego dnia, zostały przełożone na 23 lutego. Wygrał je Szwajcar Carlo Janka. 24 lutego kobiety zaczęły rywalizację w slalomie gigancie, jednak po przejechaniu pierwszego przejazdu na stoki Whistler Creekside zaczęła opadać gęsta mgła i po kilku próbach wznowienia rywalizacji sędziowie przełożyli drugi przejazd na 25 lutego. Ostatecznie tytuł mistrzyni olimpijskiej zdobyła Niemka Viktoria Rebensburg. Ostatnimi dwiema konkurencjami alpejskimi podczas XXI Zimowych Igrzysk Olimpijskich były zawody w slalomie klasycznym, które rozegrano 26 (kobiety) i 27 lutego (mężczyźni). U kobiet wygrała Niemka Maria Riesch, a w zawodach mężczyzn triumfował Włoch Giuliano Razzoli.

### Narciarstwo dowolne

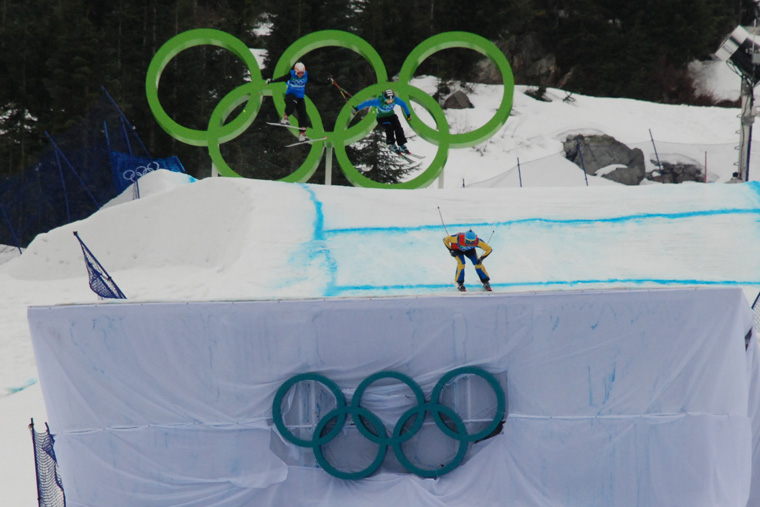
Skicross kobiet

Zawody w narciarstwie dowolnym na Zimowych Igrzyskach Olimpijskich 2010 rozegrano w dniach 13-25 lutego. Rywalizacja odbywała się w trzech konkurencjach: jeździe po muldach, skokach akrobatycznych i skicrossie.
W zawodach mogło wziąć udział maksymalnie 180 osób, z czego po 30 kobiet i mężczyzn w jeździe na muldach, 26 w skokach akrobatycznych i 36 w skicrossie. Ponadto każdy narodowy komitet olimpijski mógł zgłosić maksymalnie 18 sportowców, jednak nie więcej niż 10 kobiet i 10 mężczyzn. W jednej konkurencji mogło wystartować nie więcej niż 4 zawodników z jednego kraju.
Najwięcej medali (4) zdobyli reprezentanci Stanów Zjednoczonych (1 złoty, 1 srebrny i 2 brązowe). Po 3 krążki zdobyli przedstawiciele Kanady (2 złote, 1 srebrny) i Chińskiej Republiki Ludowej (1 srebrny, 2 brązowe). Po 2 medale trafiły do reprezentantów Australii oraz Norwegii, a po 1 do przedstawicieli Białorusi, Szwajcarii, Austrii i Francji. Ponadto żaden z zawodników nie zdobył więcej niż jednego medalu.

### Saneczkarstwo
Podczas XXI Zimowych Igrzysk Olimpijskich rozegrano trzy konkurencji saneczkarskie: jedynki kobiet oraz jedynki i dwójki mężczyzn. W zawodach mogło wziąć udział maksymalnie 110 osób, w tym najwięcej 40 zawodników w jedynkach mężczyzn, 30 zawodniczek w jedynkach kobiet i 20 męskich dwójek.

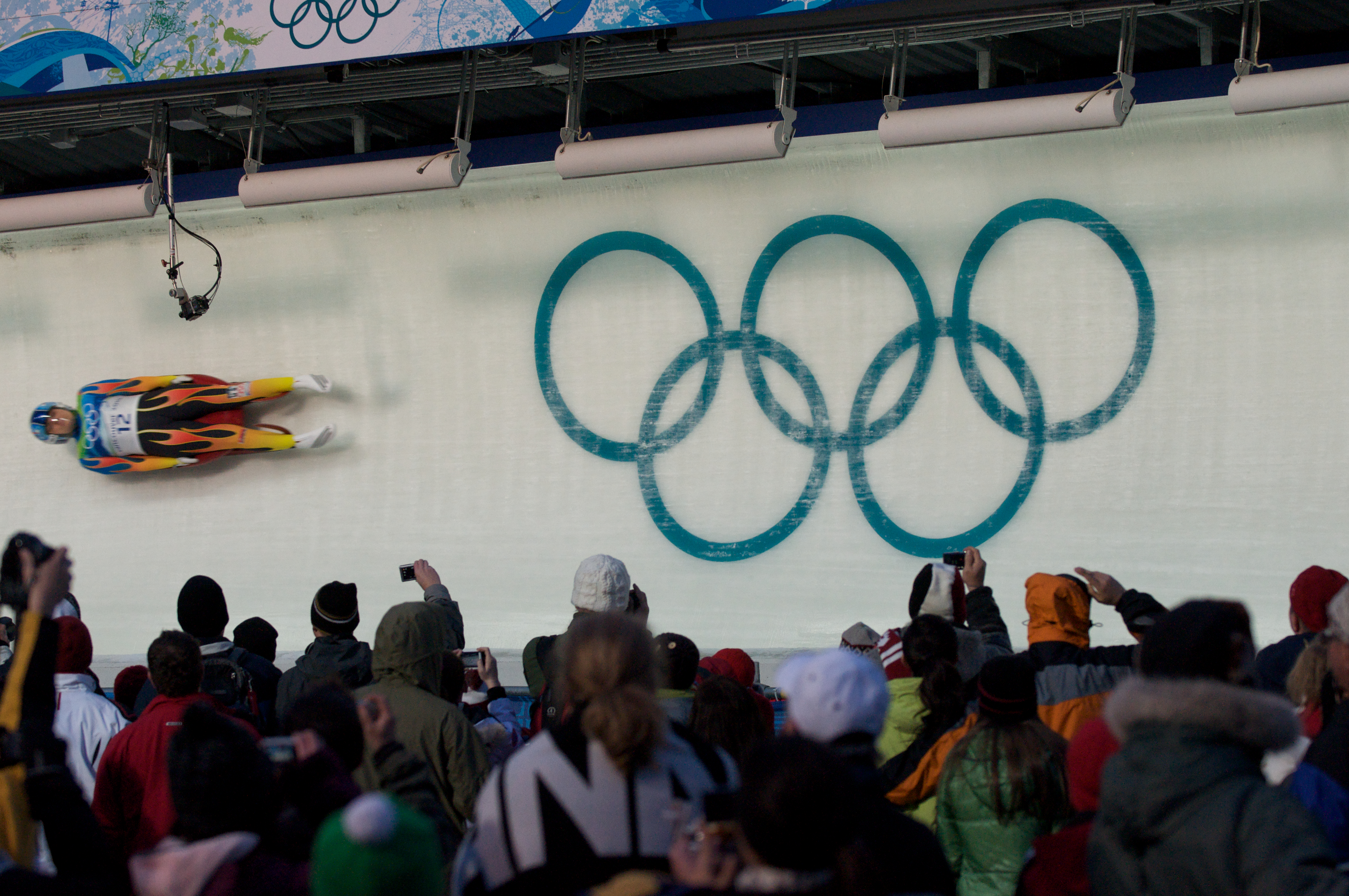
Zawody jedynek kobiet

Wymogiem kwalifikacyjnym było zdobycie punktów w co najmniej pięciu startach w Pucharze Świata, Pucharze Świata juniorów lub mistrzostwach kraju. Dodatkowo, aby spełnić kryteria zawodnik musiał zdobyć minimum 10 punktów (jedynki mężczyzn), 20 pkt. (kobiety) lub 25 pkt. (dwójki mężczyzn) w zawodach Pucharu Świata w okresie olimpijskim, tj. do 31 grudnia 2009 roku. Każdy narodowy komitet olimpijski mógł zgłosić maksymalnie po 3 jedynki kobiet i mężczyzn oraz 2 dwójki mężczyzn.
Z powodu kontrowersji wokół śmierci Nodara Kumaritaszwiliego i bezpieczeństwa na torze bobslejowo-saneczkowym organizatorzy skrócili trasy męskich jedynek i dwójek. Najwięcej medali zdobyli przedstawiciele Niemiec (2 złote, 1 srebrny, 2 brązowe). Dwa medale trafiły do reprezentantów Austrii (1 złoty, 1 srebrny). Po jednym krążku zdobyli także przedstawiciele Łotwy (srebrny medal) i Włoch (brązowy). Złoty medal w jedynkach kobiet zdobyła Niemka Tatjana Hüfner, która na poprzednich igrzyskach zajęła 3. miejsce. W jedynkach mężczyzn mistrzem olimpijskim został dwudziestoletni Niemiec Felix Loch, który stał się tym samym najmłodszym w historii złotym medalistą igrzysk olimpijskich w zawodach saneczkarskich. Trzecie miejsce zajął dwukrotny mistrz olimpijski, Włoch Armin Zöggeler, dla którego był to piąty medal w piątym starcie na igrzyskach. W konkurencji dwójek mężczyzn przed rozpoczęciem zawodów nie było żadnych faworytów do zwycięstwa. Ostatecznie złoty medal zdobyli reprezentanci Austrii – Andreas i Wolfgang Linger. Nieoczekiwanie srebro wywalczyli Łotysze – Andris i Juris Šics, którzy nigdy wcześniej nie stali na podium zawodów międzynarodowych.

### Short track

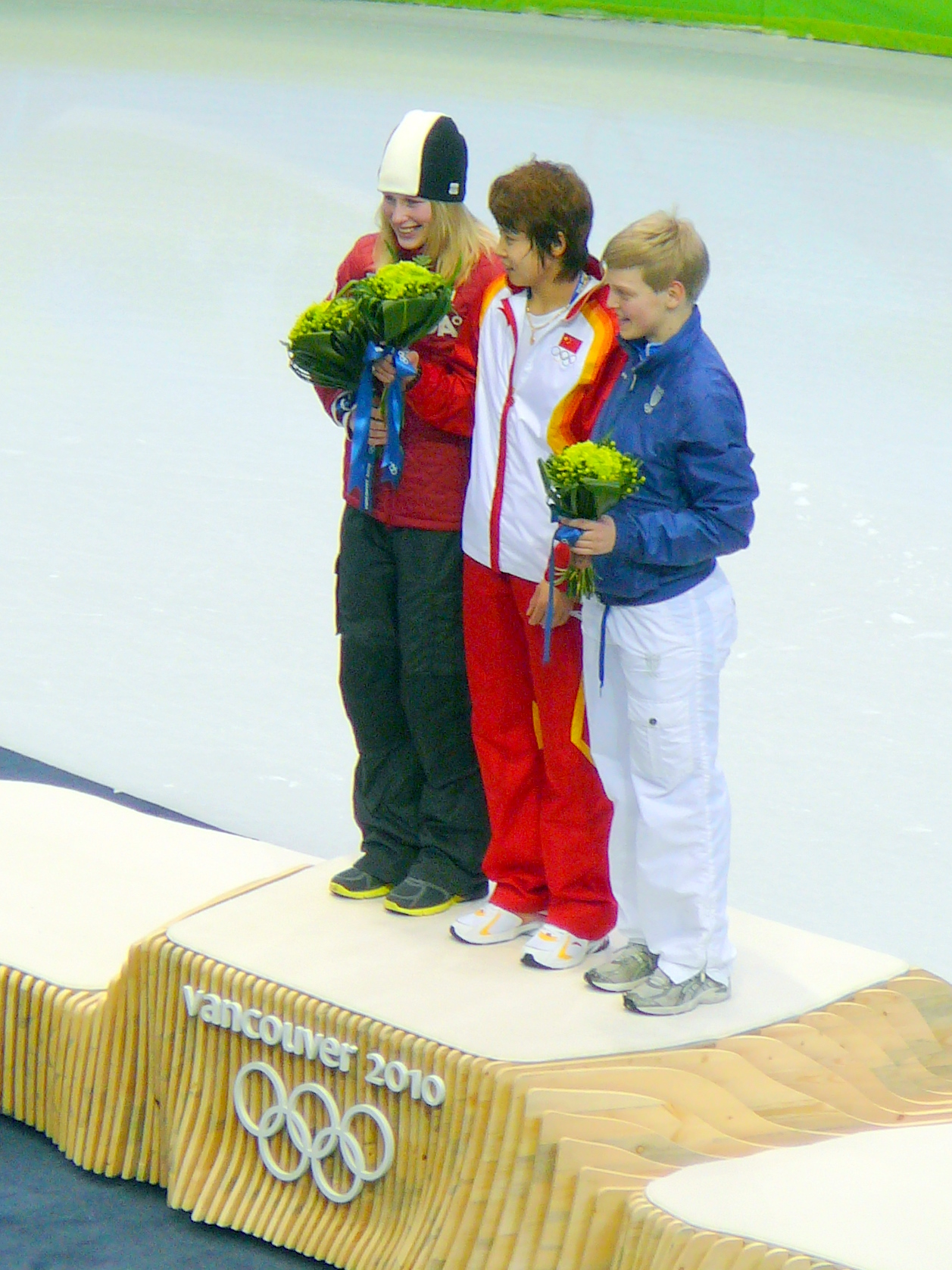
Medalistki biegu na 500 m kobiet

Podczas zawodów shorttrackowych na XXI Zimowych Igrzysk Olimpijskich rozegrano 6 konkurencji indywidualnych i 2 drużynowe. Zawody odbyły się w dniach 15–26 lutego 2010 w Pacific Coliseum w Vancouver.
Mogło w nich wziąć udział maksymalnie 120 osób (60 kobiet i 60 mężczyzn), z czego nie więcej niż po 32 mężczyzn i kobiet w biegach na 500 m i 1000 m oraz po 36 w biegu na 1500 m i biegach sztafetowych. Ponadto każdy narodowy komitet olimpijski mógł zgłosić nie więcej niż 10 osób (5 mężczyzn i 5 kobiet) w przypadku wystawienia sztafety lub nie więcej niż 6 osób (3 mężczyzn i 3 kobiety) w przypadku braku zgłoszenia sztafet z danego kraju.
Najwięcej medali (8) zdobyli reprezentanci Korei Południowej (2 złote, 4 srebrne i 2 brązowe). Najwięcej złotych krążków (4) trafiło do przedstawicielek Chińskiej Republiki Ludowej, które wygrały wszystkie cztery kobiece konkurencje. Indywidualnie po trzy medale zdobyli: Chinka Wang Meng (3 złote), która została najbardziej utytułowaną zawodniczką w historii tej dyscypliny, Amerykanin Apolo Anton Ohno (1 srebrny i 2 brązowe), który ustanowił rekord w liczbie medali (łącznie 8) zdobytych podczas wszystkich zawodów short tracku na igrzyskach olimpijskich oraz Koreańczyk Lee Jung-su (2 złote i 1 srebrny).

### Skeleton

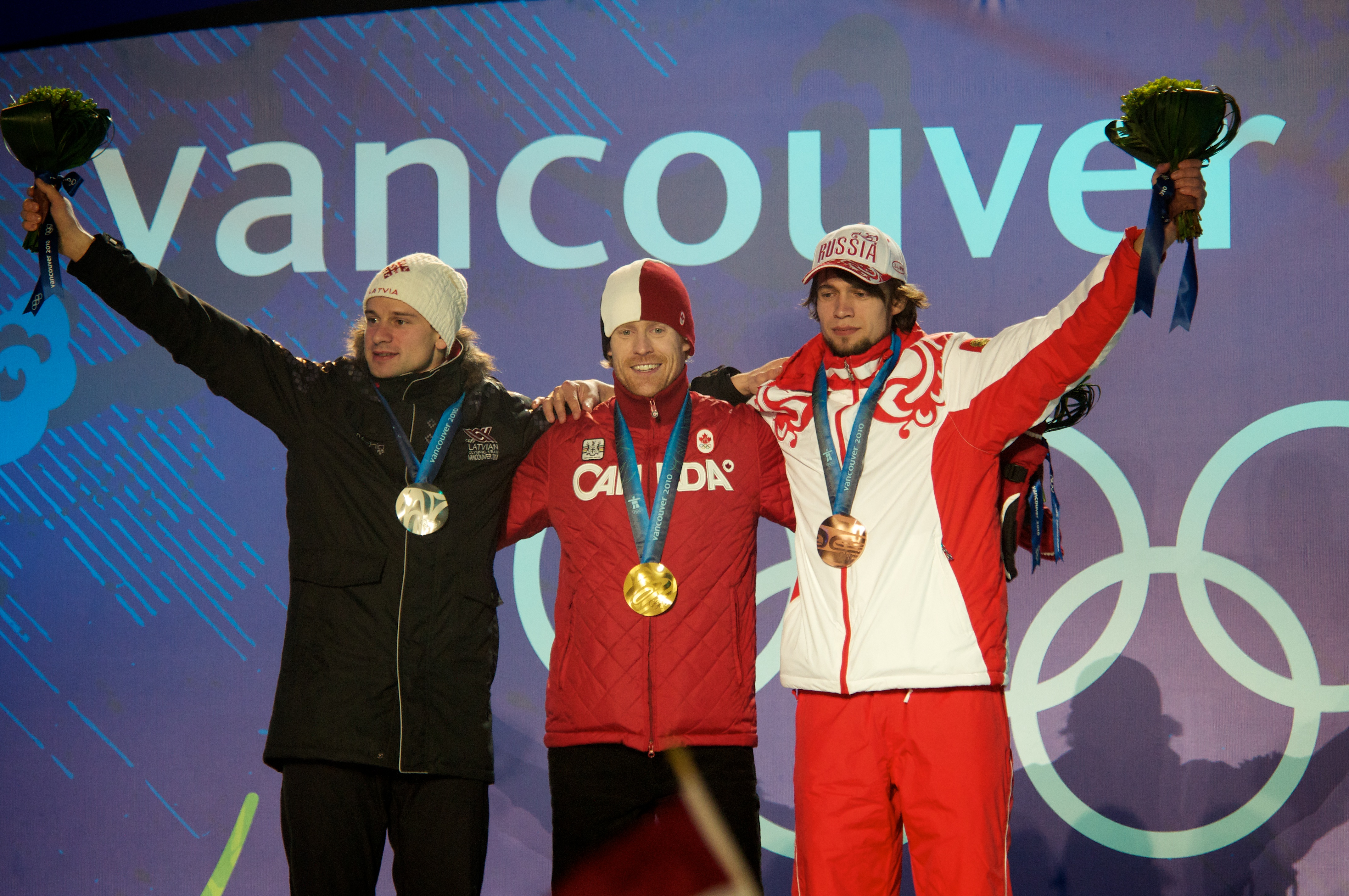
Medaliści ślizgu mężczyzn na ceremonii wręczania medali

Podczas XXI Zimowych Igrzysk Olimpijskich rozegrano dwie konkurencji skeletonowe: ślizg mężczyzn i ślizg kobiet. W zawodach mogło wziąć udział maksymalnie 30 mężczyzn i 20 kobiet.
Kryterium kwalifikacyjnym dla zawodników była pozycja w pierwszej „60” (u kobiet w pierwszej „45”) na liście rankingowej FIBT za sezon 2009/10. Na liczbę punktów na liście rankingowej składały się wyniki z zawodów Pucharu Świata, Pucharu Interkontynentalnego, Pucharu Ameryki oraz Pucharu Europy w skeletonie. Dodatkowo zawodnik w ciągu sezonów 2008/09 i 2009/10 musiał przynajmniej pięciokrotnie, na trzech różnych torach, zdobyć punkty. Ostatecznego podziału miejsc Międzynarodowa Federacja Bobslejów i Toboganingu dokonała 26 stycznia 2010 roku, na podstawie listy rankingowej z 17 stycznia. Wśród mężczyzn po 3 miejsca otrzymali Niemcy, Kanadyjczycy i Amerykanie, a wśród kobiet Niemki i Kanadyjki. Po 2 miejsca przypadły reprezentantom 6 krajów i reprezentantkom 4 państw. Dodatkowo w zawodach mogło wziąć udział po jednym zawodniku z ośmiu krajów, a wśród kobiet po jednej zawodniczce z sześciu państw.
Po raz pierwszy w historii w obu konkurencjach rozegrano po cztery ślizgi skeletonowe w ciągu dwóch dni. Jedynym krajem, który zdobył więcej niż jeden medal były Niemcy (1 srebrny i 1 brązowy). Ponadto Niemcy, Łotwa i Rosja zdobyły swoje pierwsze medale w historii startów w tej dyscyplinie. W rywalizacji mężczyzn wygrał Kanadyjczyk Jon Montgomery, drugie miejsce zajął Łotysz Martins Dukurs, a trzecie Rosjanin Aleksandr Trietjakow. Mistrzynią olimpijską w rywalizacji kobiet została Brytyjka Amy Williams, której medal był pierwszym złotym krążkiem zdobytym przez reprezentanta Wielkiej Brytanii na zimowych igrzyskach olimpijskich od 1980 roku. Srebrny medal zdobyła Niemka Kerstin Szymkowiak, a brązowy jej rodaczka Anja Huber.

### Skoki narciarskie

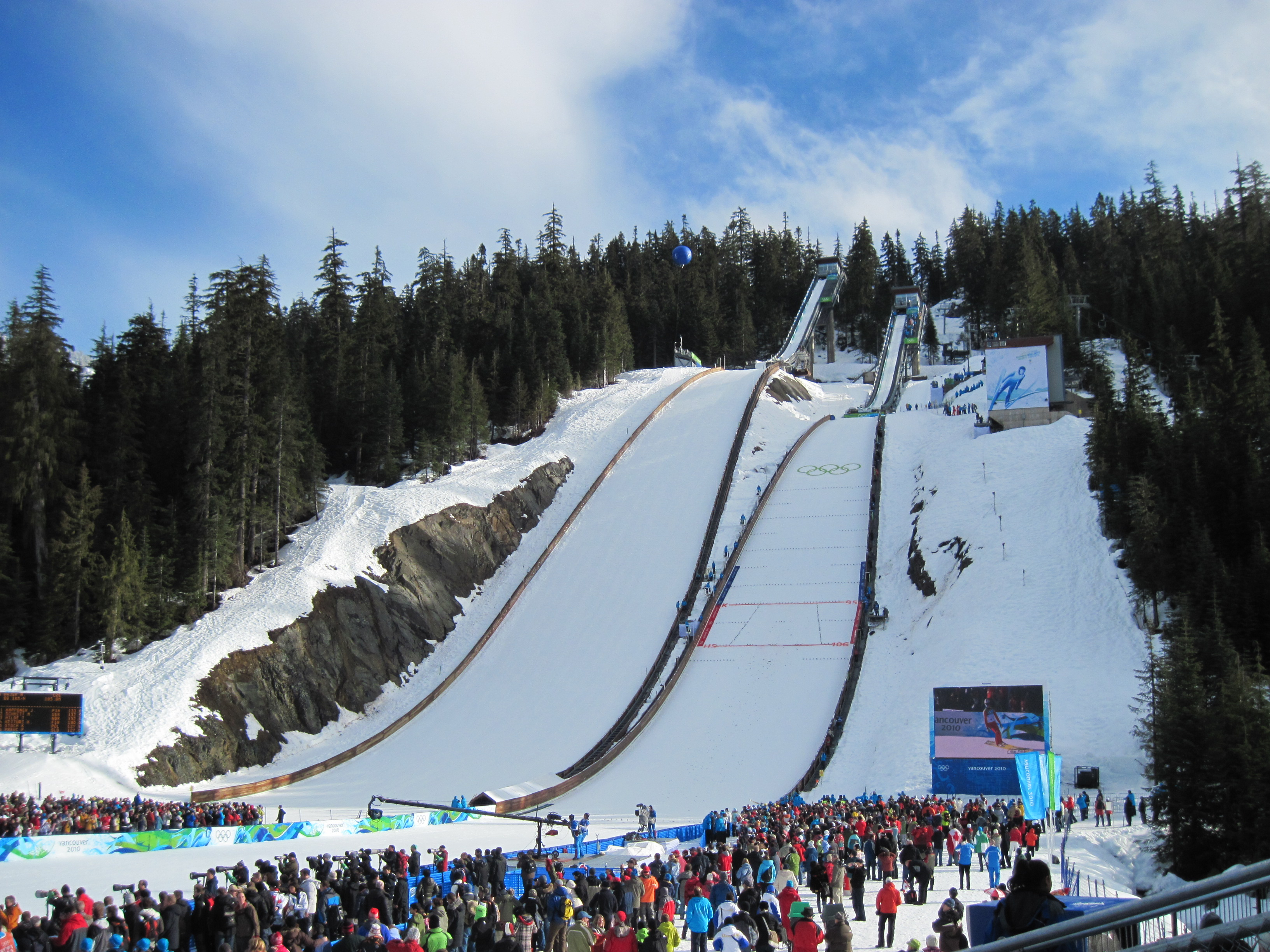
Kompleks skoczni olimpijskich Whistler Olympic Park

Kwalifikację do konkursów olimpijskich w skokach narciarskich mogło uzyskać maksymalnie 70 zawodników. Automatyczną kwalifikację uzyskali zawodnicy, którzy przynajmniej dwukrotnie zajęli miejsce w pierwszej dwudziestce zawodów Pucharu Świata w sezonie 2009/2010 lub miejsce w serii finałowej konkursu mistrzostw świata w 2009 roku. W następnej kolejności do startu w igrzyskach olimpijskich zostali dopuszczeni skoczkowie, którzy zajęli najwyższe miejsca na Światowej Liście Rankingowej oraz w klasyfikacjach generalnych Pucharu Kontynentalnego w sezonach 2008/2009 i 2009/2010. Kanada jako organizator igrzysk dodatkowo mogła wystawić wszystkich zawodników, którzy pomiędzy 1 lipca 2008 a 25 stycznia 2010 zdobyli przynajmniej jeden punkt Pucharu Świata, Letniej Grand Prix lub Pucharu Kontynentalnego, jednak ich liczba nie mogła być większa niż pięciu.

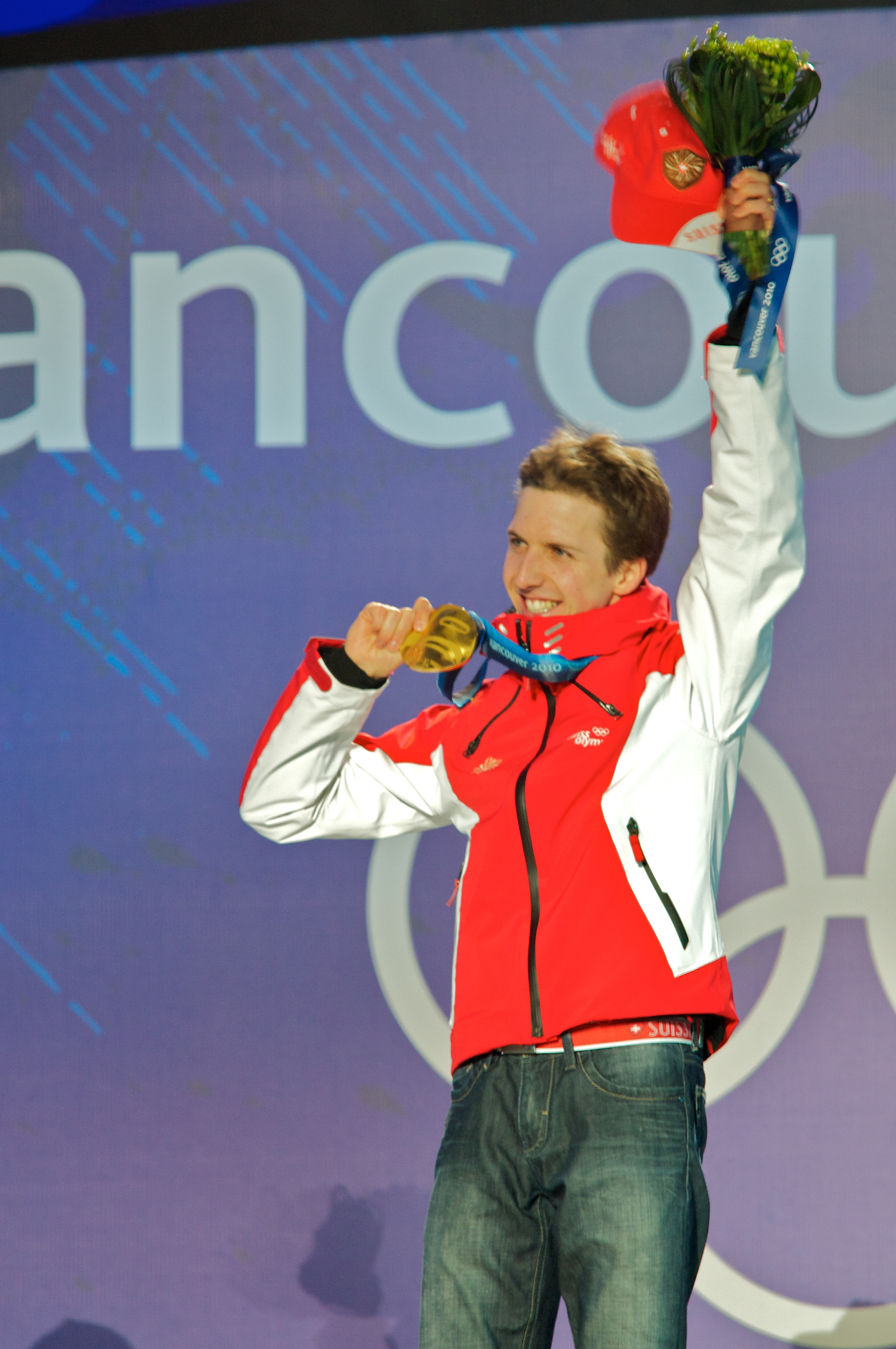
Simon Ammann, dwukrotny złoty medalista igrzysk w Vancouver.

Konkursy skoków narciarskich w ramach XXI Zimowych Igrzysk Olimpijskich przeprowadzone zostały na dwóch obiektach, znajdujących się w Whistler: normalnym i dużym. Rozegrano trzy konkurencje – dwie indywidualne na obu skoczniach oraz jedną drużynową na skoczni dużej. W obu konkursach indywidualnych tytuł mistrza olimpijskiego zdobył dwukrotny złoty medalista z Salt Lake City, Simon Ammann, który tym samym stał się pierwszym skoczkiem narciarskim w historii, który czterokrotnie został mistrzem olimpijskim w konkurencjach indywidualnych.

### Snowboarding

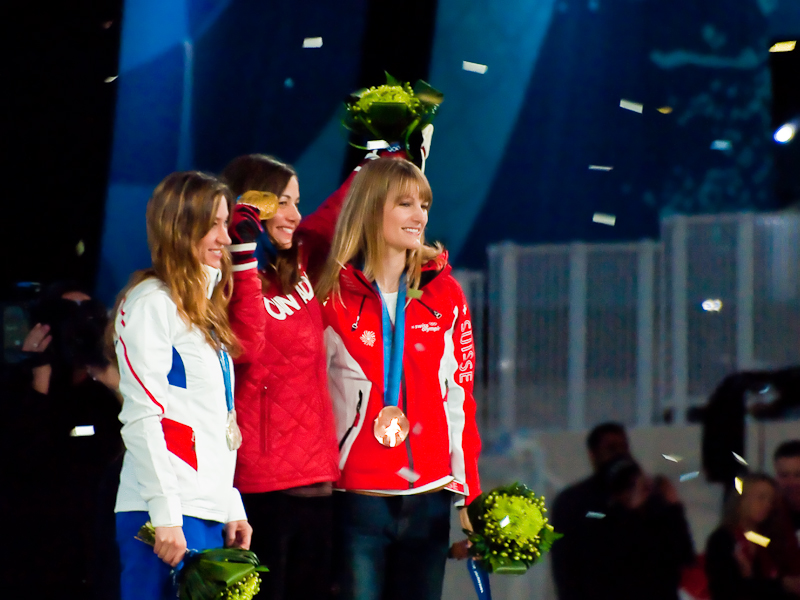
Medalistki snowcrossu kobiet

Zawody w snowboardzie odbyły się w dniach od 15 do 27 lutego 2010 r. Zarówno mężczyźni jak i kobiety rywalizowali w następujących konkurencjach: half-pipe, slalom gigant równoległy oraz snowboardcross. Limit zawodników dla wszystkich sześciu konkurencji wynosił 190 sportowców, w tym 30 w gigancie równoległym, 40 w halfpipie oraz 40 w snowboardcrossie dla mężczyzn i odpowiednio 25, 30 oraz 25 dla pań. Żadne państwo nie mogło wystawić więcej niż 18 zawodników, przy czym maksymalnie 10 kobiet lub mężczyzn, w zależności od państwa. W danej konkurencji każde państwo mogło wystawić maksimum 4 reprezentantów.
Wymogiem kwalifikacyjnym było zajęcie miejsca w pierwszej trzydziestce zawodów Pucharu Świata lub mistrzostw świata w danej konkurencji. Dodatkowo każdy zawodnik musiał zgromadzić co najmniej 100 punktów FIS. Kanada jako gospodarz igrzysk mogła wystawić reprezentantów w każdej konkurencji, przy czym jeśli żaden zawodnik nie spełniłby kryteriów kwalifikacyjnych zezwolono na wystawienie po jednym reprezentancie na konkurencję.
W sumie w zawodach wzięło udział 185 uczestników (104 mężczyzn i 84 kobiety) z 27 państw. Przyznano 18 medali, przy czym żaden z medalistów nie zdobył więcej niż jednego krążka. Najwięcej medali zdobyli reprezentanci Stanów Zjednoczonych (5 medali, w tym 2 złote, 1 srebrny i 2 brązowe). Mistrzami olimpijskimi zostali: Shaun White z USA (halfpipe, po raz drugi z rzędu), Jasey-Jay Anderson z Kanady (gigant równoległy) i Seth Wescott z USA (snowboardcross, po raz drugi z rzędu) wśród mężczyzn oraz Torah Bright z Australii (halfpipe), Nicolien Sauerbreij z Holandii (gigant równoległy) i Maëlle Ricker z Kanady (snowboardcross).

## Obiekty olimpijskie

### Obiekty sportowe
| Obiekt                   | Położenie                  | Rozgrywane dyscypliny                                               | Pojemność | Źródło  |
| ------------------------ | -------------------------- | ------------------------------------------------------------------- | --------- | ------- |
| Canada Hockey Place      | Vancouver                  | Hokej na lodzie                                                     | 18 630    | [ 109 ] |
| Cypress Mountain Resort  | Wschodnie Vancouver        | Narciarstwo dowolne, snowboarding                                   | 8000      | [ 110 ] |
| Pacific Coliseum         | Vancouver                  | Łyżwiarstwo figurowe, short track                                   | 14 239    | [ 111 ] |
| Richmond Olympic Oval    | Richmond                   | Łyżwiarstwo szybkie                                                 | 8000      | [ 112 ] |
| UBC Thunderbird Arena    | University Endowment Lands | Hokej na lodzie                                                     | 7200      | [ 113 ] |
| Vancouver Olympic Centre | Vancouver                  | Curling                                                             | 6000      | [ 114 ] |
| Whistler Creekside       | Whistler                   | Narciarstwo alpejskie                                               | 7600      | [ 115 ] |
| Whistler Olympic Park    | Whistler                   | Biathlon, biegi narciarskie, kombinacja norweska, skoki narciarskie | 6000      | [ 116 ] |
| Whistler Sliding Centre  | Whistler                   | Bobsleje, saneczkarstwo, skeleton                                   | 12 000    | [ 117 ] |

### Pozostałe obiekty
| Obiekt                                         | Położenie | Przeznaczenie                           | Źródło  |
| ---------------------------------------------- | --------- | --------------------------------------- | ------- |
| BC Place Stadium                               | Vancouver | Ceremonie otwarcia i zamknięcia igrzysk | [ 118 ] |
| Vancouver Convention Centre                    | Vancouver | Centrum mediów                          | [ 119 ] |
| Wioska olimpijska i paraolimpijska w Vancouver | Vancouver | Wioska olimpijska                       | [ 120 ] |
| Whistler Media Centre                          | Whistler  | Centrum mediów                          | [ 121 ] |
| Wioska olimpijska i paraolimpijska w Whistler  | Whistler  | Wioska olimpijska                       | [ 122 ] |
| Whistler Olympic Celebration Plaza             | Whistler  | Ceremonie i prezentacje medalistów      | [ 123 ] |

## Sztafeta olimpijska
Ogień olimpijski został rozpalony 22 października 2009 roku. Zgodnie z tradycją, rozniecenia ognia dokonała kobieta w szacie kapłanki Hery, w którą wcieliła się grecka aktorka Maria Nafpliotou. Po tej ceremonii pochodnię przejął pierwszy członek sztafety olimpijskiej – grecki narciarz alpejski Vassilis Dimitriadis. 29 października z lotniska Ateny został przetransportowany do Kanady. 30 października w mieście Victoria rozpoczął swoją podróż po kraju. Ogień olimpijski w ciągu 106. dni przemierzył około 45 000 kilometrów po wszystkich prowincjach Kanady, pojawiając się m.in. w kanadyjskim parlamencie. Pochodnia olimpijska była prowadzona przez około 12 000 osób. Sztafeta olimpijska dotarła do Vancouver 11 lutego 2010 roku. Dzień później, w hali BC Place Stadium, zapalono znicz olimpijski. Organizatorzy igrzysk zdecydowali się na zapalenie dwóch zniczy podczas ceremonii otwarcia. Pierwszy z nich był ustawiony w samym centrum hali, a drugi na zewnątrz. Zapalenia znicza wewnątrz hali dokonali: koszykarz Steve Nash, narciarka alpejska Nancy Greene oraz panczenistka Catriona Le May Doan. Zapalenia drugiego, zewnętrznego znicza dokonał hokeista Wayne Gretzky.

## Klasyfikacja medalowa
Zawodnicy reprezentujący 26 krajów zdobyli przynajmniej jeden medal, z czego 19 reprezentacji zdobyło przynajmniej jedno złoto. Tym samym 56 spośród reprezentacji, które przyjechały na igrzyska, nie zdobyło żadnego medalu. Po raz pierwszy Kanada, z dorobkiem 14 złotych, 7 srebrnych i 5 brązowych medali, ukończyła igrzyska na pierwszym miejscu w klasyfikacji medalowej, ustanawiając tym samym nowy rekord w liczbie wywalczonych złotych krążków na jednych zimowych igrzyskach. Z kolei reprezentacja Stanów Zjednoczonych, która łącznie zdobyła 37 medali, ustanowiła nowy rekord w liczbie wywalczonych medali na jednych zimowych igrzyskach. Po raz pierwszy w historii złote medale zimowych igrzysk olimpijskich zdobyły reprezentacje Białorusi i Słowacji.
Klasyfikacja medalowa dziesięciu najlepszych państw na igrzyskach w Vancouver. Miejsca są uszeregowane względem koloru medalu.
| Klasyfikacja medalowa |                   |       |        |      |       |
| Lp.                   | Państwo           | złoto | srebro | brąz | razem |
| 1                     | Kanada            | 14    | 7      | 5    | 26    |
| 2                     | Niemcy            | 10    | 13     | 7    | 30    |
| 3                     | Stany Zjednoczone | 9     | 15     | 13   | 37    |
| 4                     | Norwegia          | 9     | 8      | 6    | 23    |
| 5                     | Korea Południowa  | 6     | 6      | 2    | 14    |
| 6                     | Szwajcaria        | 6     | 0      | 3    | 9     |
| 7                     | Chiny             | 5     | 2      | 4    | 11    |
| 7                     | Szwecja           | 5     | 2      | 4    | 11    |
| 9                     | Austria           | 4     | 6      | 6    | 16    |
| 10                    | Holandia          | 4     | 1      | 3    | 8     |

### Lista multimedalistów
Norweska biegaczka narciarska Marit Bjørgen zdobyła pięć medali (3 złote, 1 srebrny i 1 brązowy), najwięcej spośród wszystkich sportowców. Tuż za nią w indywidualnej tabeli medalowej znajduje się chińska panczenistka, specjalizująca się w short tracku – Wang Meng, która wywalczyła trzy złote medale. Trzecie miejsce w indywidualnej klasyfikacji zajął norweski biegacz narciarski – Petter Northug, który zdobył 2 złote, 1 srebrny i 1 brązowy medal.
Lista przedstawia zawodników, którzy zdobyli przynajmniej dwa medale, w tym minimum jeden złoty.
| Zawodnik              | Narodowość        | Dyscyplina            | Złoto | Srebro | Brąz | Razem |
| --------------------- | ----------------- | --------------------- | ----- | ------ | ---- | ----- |
| Marit Bjørgen         | Norwegia          | Biegi narciarskie     | 3     | 1      | 1    | 5     |
| Wang Meng             | Chiny             | Short track           | 3     | 0      | 0    | 3     |
| Petter Northug        | Norwegia          | Biegi narciarskie     | 2     | 1      | 1    | 4     |
| Lee Jung-su           | Korea Południowa  | Short track           | 2     | 1      | 0    | 3     |
| Emil Hegle Svendsen   | Norwegia          | Biathlon              | 2     | 1      | 0    | 3     |
| Magdalena Neuner      | Niemcy            | Biathlon              | 2     | 1      | 0    | 3     |
| Martina Sáblíková     | Czechy            | Łyżwiarstwo szybkie   | 2     | 0      | 1    | 3     |
| Maria Riesch          | Niemcy            | Narciarstwo alpejskie | 2     | 0      | 0    | 2     |
| Marcus Hellner        | Szwecja           | Biegi narciarskie     | 2     | 0      | 0    | 2     |
| Simon Ammann          | Szwajcaria        | Skoki narciarskie     | 2     | 0      | 0    | 2     |
| Charles Hamelin       | Kanada            | Short track           | 2     | 0      | 0    | 2     |
| Zhou Yang             | Chiny             | Short track           | 2     | 0      | 0    | 2     |
| Stephanie Beckert     | Niemcy            | Łyżwiarstwo szybkie   | 1     | 2      | 0    | 3     |
| Justyna Kowalczyk     | Polska            | Biegi narciarskie     | 1     | 1      | 1    | 3     |
| Bode Miller           | Stany Zjednoczone | Narciarstwo alpejskie | 1     | 1      | 1    | 3     |
| Aksel Lund Svindal    | Norwegia          | Narciarstwo alpejskie | 1     | 1      | 1    | 3     |
| Johan Olsson          | Szwecja           | Biegi narciarskie     | 1     | 0      | 2    | 3     |
| Gregor Schlierenzauer | Austria           | Skoki narciarskie     | 1     | 0      | 2    | 3     |

## Media
Prawa telewizyjne do transmisji z XXI Zimowych Igrzysk Olimpijskich były sprzedawane łącznie z prawami do transmisji z letnich igrzysk olimpijskich w 2012. Transmisje z zawodów mogły przeprowadzać tylko telewizje publiczne, które obejmowały swoim zasięgiem teren całego kraju, na który kupowały prawa telewizyjne. Sygnał telewizyjny ze wszystkich konkurencji produkował, utworzony w tym celu w 2001 roku przez Międzynarodowy Komitet Olimpijski, realizator o nazwie Olympic Broadcasting Services. Transmisje przeprowadziły m.in. NBC, która za prawo do transmisji igrzysk w Vancouver i Londynie zapłaciła 2,2 miliarda dolarów oraz nadawcy zrzeszeni w Europejskiej Unii Nadawców (EBU) m.in. Eurosport, Telewizja Polska, ARD, ZDF, BBC, France Télévisions i Pierwyj kanał. Zimowe Igrzyska Olimpijskie 2010 miały największą oglądalność w historii igrzysk olimpijskich. W czasie trwania zawodów przeprowadzono 24 tysiące godzin transmisji telewizyjnych i 26 tysięcy godzin transmisji internetowych i za pośrednictwem telefonów komórkowych.

## Bezpieczeństwo
W 2003 roku Kanadyjska Królewska Policja Konna i wojsko utworzyły grupę do spraw bezpieczeństwa o nazwie Integrated Security Unit (ISU), która zajęła się planowaniem działań mających zapewnić bezpieczeństwo Zimowych Igrzysk Olimpijskich. Początkowo planowane koszty zapewnienia bezpieczeństwa podczas XXI Zimowych Igrzysk Olimpijskich szacowano na około 87,5 miliona dolarów. W czerwcu 2008 roku wzrosły one do 175 milionów dolarów. Ostatecznie kwota ta wzrosła jednak do blisko miliarda dolarów. W czasie trwania igrzysk porządku pilnowało prawie 16 tysięcy policjantów i żołnierzy. Ponadto w okolicach aren olimpijskich zainstalowano około 900 kamer, a w specjalnych strefach przeznaczonych dla kibiców dodatkowe 100 kamer. Na czas trwania zawodów zamknięto także przestrzeń powietrzną nad Vancouver i 40 kilometrów wokół Whistler. Zakaz ten nie dotyczył jedynie samolotów rejsowych oraz wojskowych. Organizatorzy igrzysk wyznaczyli również specjalne strefy o nazwie „Free-Speech”, w których kibice mogli komentować i krytykować organizację zawodów, a także organizować legalne protesty i manifestacje.

## Kontrowersje

### Krytyka XXI Zimowych Igrzysk Olimpijskich
Od początku trwania XXI Zimowych Igrzysk Olimpijskich ich przeciwnicy organizowali liczne protesty, w których uczestniczyli m.in. alterglobaliści, anarchiści i antyglobaliści. Krytyce zostały poddane przede wszystkim wysokie koszty organizacji igrzysk, które zdaniem protestujących powinny zostać przekazane na inne cele oraz konieczność przesiedlenia około 1200 mieszkańców Vancouver. W demonstracjach uczestniczyli także ekolodzy i część kanadyjskich Indian, którzy sprzeciwiali się organizacji zawodów na należących do nich niegdyś terenach.

### Koszty organizacji
Planowane koszty zorganizowania XXI Zimowych Igrzysk Olimpijskich w 2004 roku wynosiły miliard 354 milionów dolarów. W połowie 2009 roku kwota ta wzrosła do 1,76 miliarda dolarów. Ostatecznie koszty organizacji wzrosły jednak do ponad 6 miliardów dolarów w roku 2010. Same koszty ochrony igrzysk zwiększyły się z planowanych 175 milionów dolarów do około 1 miliarda. Zdaniem przeciwników organizacji XXI Zimowych Igrzysk Olimpijskich w Vancouver było to spowodowane celowym przekłamaniom danych zaprezentowanych w propozycji organizacji zawodów, co miało na celu zachęcić mieszkańców miasta do poparcia kandydatury w przeprowadzonym w 2003 roku referendum. Część kosztów pokrył kanadyjski budżet centralny oraz wpływy od sponsorów i z transmisji telewizyjnych, które wyniosły około 2 miliardów dolarów. Ponadto Międzynarodowy Komitet Olimpijski zaoferował pomoc w wysokości 423 milionów dolarów. Mimo to dług miasta Vancouver, spowodowany organizacją XXI Zimowych Igrzysk Olimpijskich, wyniósł około 1 miliarda dolarów.

### Śmierć Nodara Kumaritaszwiliego

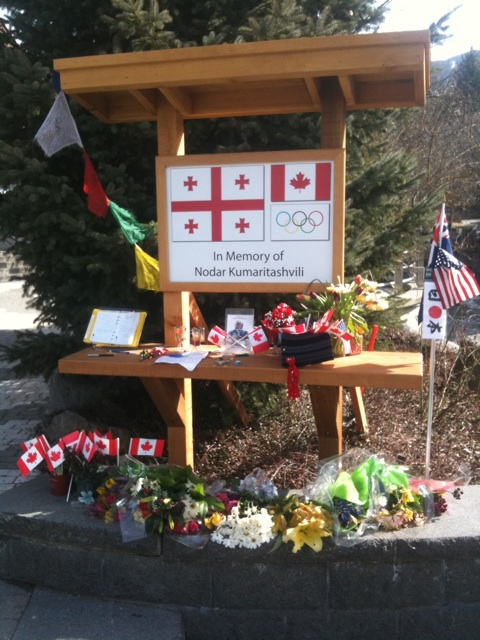
Tablica upamiętniająca śmierć Nodara Kumaritaszwiliego w Whistler

12 lutego podczas treningów przed konkurencją saneczkarskich jedynek mężczyzn zmarł gruziński zawodnik Nodar Kumaritaszwili. Zawodnik przy prędkości ok. 140 km/h, na ostatnim zakręcie toru Whistler Sliding Centre, spadł z sanek, przekoziołkował przez barierkę i uderzył w niezabezpieczony stalowy filar będący częścią konstrukcji zaplecza toru. Mimo natychmiastowej reanimacji obrażenia były na tyle poważne, że 21-letni Gruzin zmarł. Podczas ceremonii otwarcia śmierć Kumaritaszwiliego uczczono minutą ciszy i wciągnięciem flag: kanadyjskiej i olimpijskiej do połowy masztu. Wypadek Gruzina nie był jedynym, jaki miał miejsce na torze w Whistler. Podczas dwóch dni treningów przed zawodami olimpijskimi wywróciło się ponad 12 osób, w tym m.in. mistrz olimpijski z Turynu i późniejszy brązowy medalista zawodów w Whistler, Włoch Armin Zöggeler. Poważny wypadek miała Rumunka Violeta Stramaturaru, która na kilka minut straciła przytomność. Do szpitala trafił także australijski bobsleista Duncan Harvey. Kontrowersje wzbudził fakt, że tor w Whistler jest najszybszym torem na świecie, a sami zawodnicy uważali, iż jest on niebezpieczny. Mimo to organizatorzy XXI Zimowych Igrzysk Olimpijskich, komentując śmiertelny wypadek Gruzina, stwierdzili, że „nic nie wskazuje na to, że wypadek był spowodowany niedoskonałościami toru”, a jedyną zmianą, jakiej dokonali po śmierci Kumaritaszwiliego, było skrócenie trasy męskich jedynek i dwójek.

### Doping
Podczas trwania XXI Zimowych Igrzysk Olimpijskich przeprowadzono 2425 testów antydopingowych, a budżet programu antydopingowego osiągnął sumę 16,4 miliona dolarów kanadyjskich, z czego 8,9 miliona dolarów kanadyjskich przeznaczono na zaopatrzenie laboratorium w niezbędne sprzęty. Próbki testów antydopingowych przeprowadzonych w Vancouver będą przechowywane przez osiem lat, by w każdej chwili można było ponownie przeprowadzić testy na obecność nowo wykrytych, niedozwolonych środków. Jedynym sportowcem, któremu udowodniono stosowanie dopingu, była Polka Kornelia Marek.

### Skoki narciarskie kobiet
Od 2006 roku skoki narciarskie kobiet są jedną z konkurencji mistrzostw świata juniorów w narciarstwie klasycznym. Pierwsze głosy na temat konieczności wprowadzenia skoków kobiet do programu mistrzostw świata w narciarstwie klasycznym oraz zimowych igrzysk olimpijskich pojawiły się w marcu 2006 roku. W styczniu 2008 organizatorzy igrzysk w Vancouver rozpoczęli starania nad wprowadzeniem konkursu skoków kobiet do kalendarza ZIO 2010. Od początku tych zmagań przeciwny zmianom był Międzynarodowy Komitet Olimpijski. Uznał on, że konkurencja ta nie spełnia wymogów, gdyż zawody w skokach narciarskich kobiet musiałyby najpierw przynajmniej dwukrotnie zostać rozegrane podczas mistrzostw świata w narciarstwie klasycznym. Ponadto decyzja o włączeniu nowej konkurencji do kalendarza musi zapaść nie później niż na cztery lata przed rozpoczęciem igrzysk. W marcu tego samego roku MKOl ostatecznie poinformował o niewprowadzeniu konkursu skoków kobiet do kalendarza igrzysk w Vancouver. Przewodniczący Międzynarodowego Komitetu Olimpijskiego, Jacques Rogge uargumentował tę decyzję niewielką liczbą zawodniczek, które uprawiają skoki narciarskie. W maju 2008 grupa piętnastu skoczkiń pozwała organizatorów igrzysk do sądu twierdząc, że niewłączenie konkurencji kobiet do programu było naruszeniem praw równości płci. Jednocześnie, zapis w kanadyjskiej konstytucji mówiący o tym, że kobiety mają te same prawa co mężczyźni, mógł doprowadzić do usunięcia konkursu mężczyzn z kalendarza igrzysk. 20 lutego 2009 po raz pierwszy w historii rozegrano konkurs o mistrzostwo świata w skokach narciarskich kobiet, w którym wystartowało 36 zawodniczek. 10 lipca 2009 kanadyjski sąd odrzucił pozew skoczkiń wytoczony organizatorom igrzysk. Lauri Ann Fenlon, sędzia Sądu Najwyższego prowincji Kolumbia Brytyjska orzekła, że wybór dyscyplin leży wyłącznie w gestii Międzynarodowego Komitetu Olimpijskiego, a nie kanadyjskiego sądu. Tydzień po ogłoszeniu niekorzystnej dla siebie decyzji, zawodniczki złożyły odwołanie, które w listopadzie 2009 zostało odrzucone przez Sąd Apelacyjny Kolumbii Brytyjskiej w Vancouver. W wyniku tej decyzji skoki narciarskie kobiet nie zostały wprowadzone do programu igrzysk.

## Igrzyska Paraolimpijskie 2010
Zgodnie z obyczajem, gospodarze igrzysk olimpijskich po ich zakończeniu zorganizowali również igrzyska paraolimpijskie. W imprezie, rozegranej w dniach 12-21 marca 2010 wzięło udział 502 sportowców z 44 krajów. Rozegranych zostało 64 konkurencji w pięciu dyscyplinach. W klasyfikacji medalowej zwyciężyli Niemcy, przed Rosją i Kanadą. Najwięcej medali ogółem zdobyli jednak rosyjscy sportowcy (38).